# Revolver

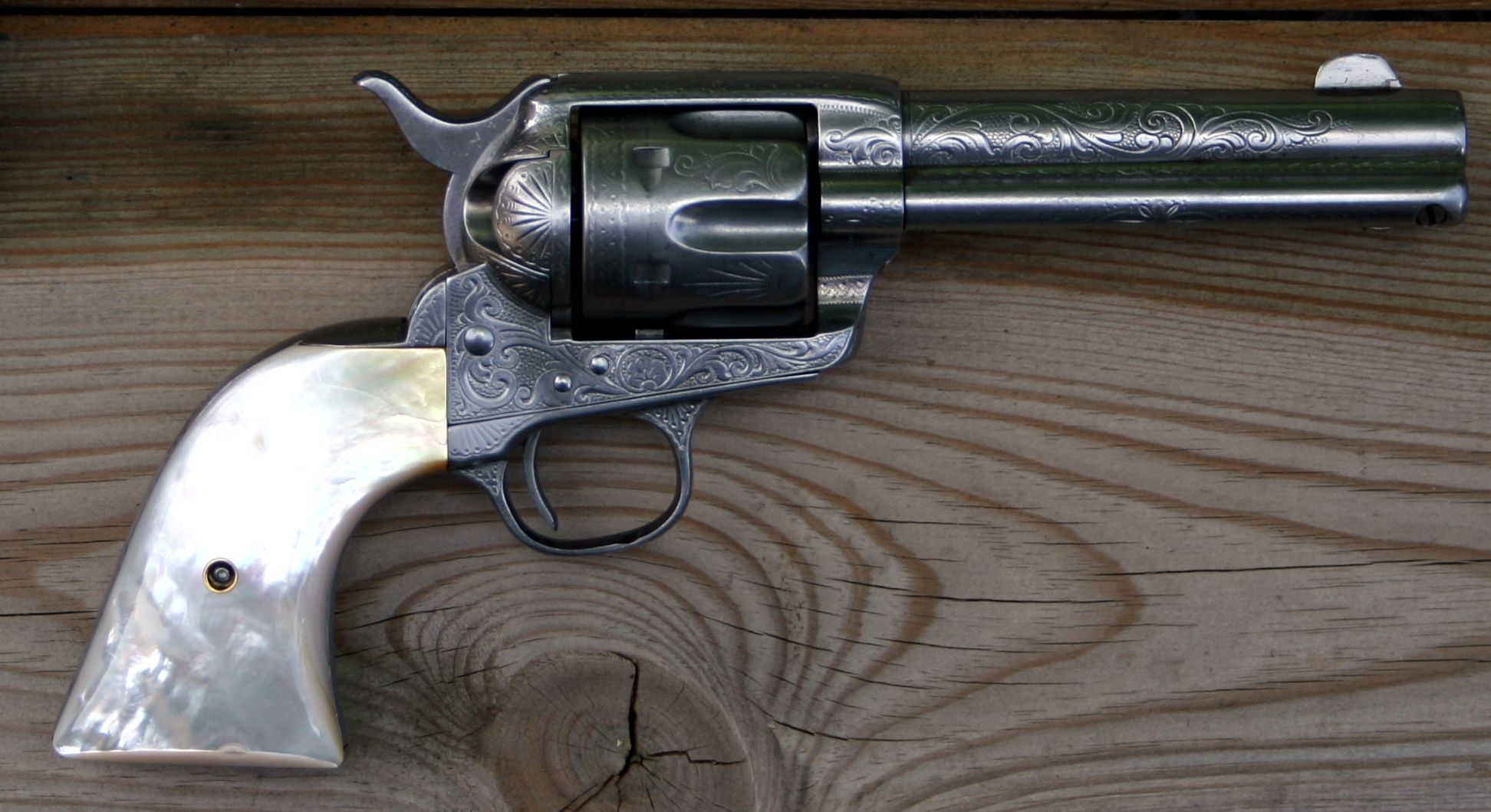
Colt Model 1873 Single Action, Werksgravur 1893 von Cuno Helfricht

Der Revolver (umgangssprachlich auch Colt als generischer Markenname) gehört zur Kategorie der mehrschüssigen Handfeuerwaffen und wird durch das deutsche Waffengesetz (WaffG) bzw. österreichische Waffenrecht (WaffG) als Kurzwaffe klassifiziert. Im Unterschied zu Selbstladepistolen sind bei Revolvern die Patronen nicht im Magazin, sondern in der hinter dem Lauf drehbar angebrachten Trommel geladen, welche durch Betätigen des Abzugs oder Spannen des Hahns gedreht und wieder in Schussposition gebracht wird.

## Etymologie
Für die in Deutschland ursprüngliche Bezeichnung Drehpistole setzte sich bereits im 19. Jahrhundert der anglo-amerikanische Begriff Revolver durch. Im Lateinischen bedeutet revolvere zurück- oder umwälzen.

## Verwendung
Revolver werden im Sport, zur Selbstverteidigung und für die Nachsuche bei der Jagd eingesetzt. Der Vorteil eines Revolvers gegenüber der Selbstladepistole besteht darin, dass er auch bei seltenem Gebrauch zuverlässig funktioniert. In der Vergangenheit waren Revolver oft die Standardwaffe im Polizeidienst; im militärischen Bereich wurden sie vor allem von Offizieren, berittenen Truppen und der Militärpolizei verwendet. In beiden Rollen wurden sie weitgehend, in Deutschland sogar vollständig, durch modernere Selbstladepistolen ersetzt. Kompakte (oft fünfschüssige) Revolver werden teilweise in den USA von Polizisten als Zweitwaffe (engl.: back-up gun) oder außerhalb des regulären Dienstes (off duty gun) getragen. In einigen Staaten werden Revolver noch heute als Standardwaffen für Angehörige der Polizei eingesetzt.

## Entwicklungsgeschichte

### Frühe Revolver

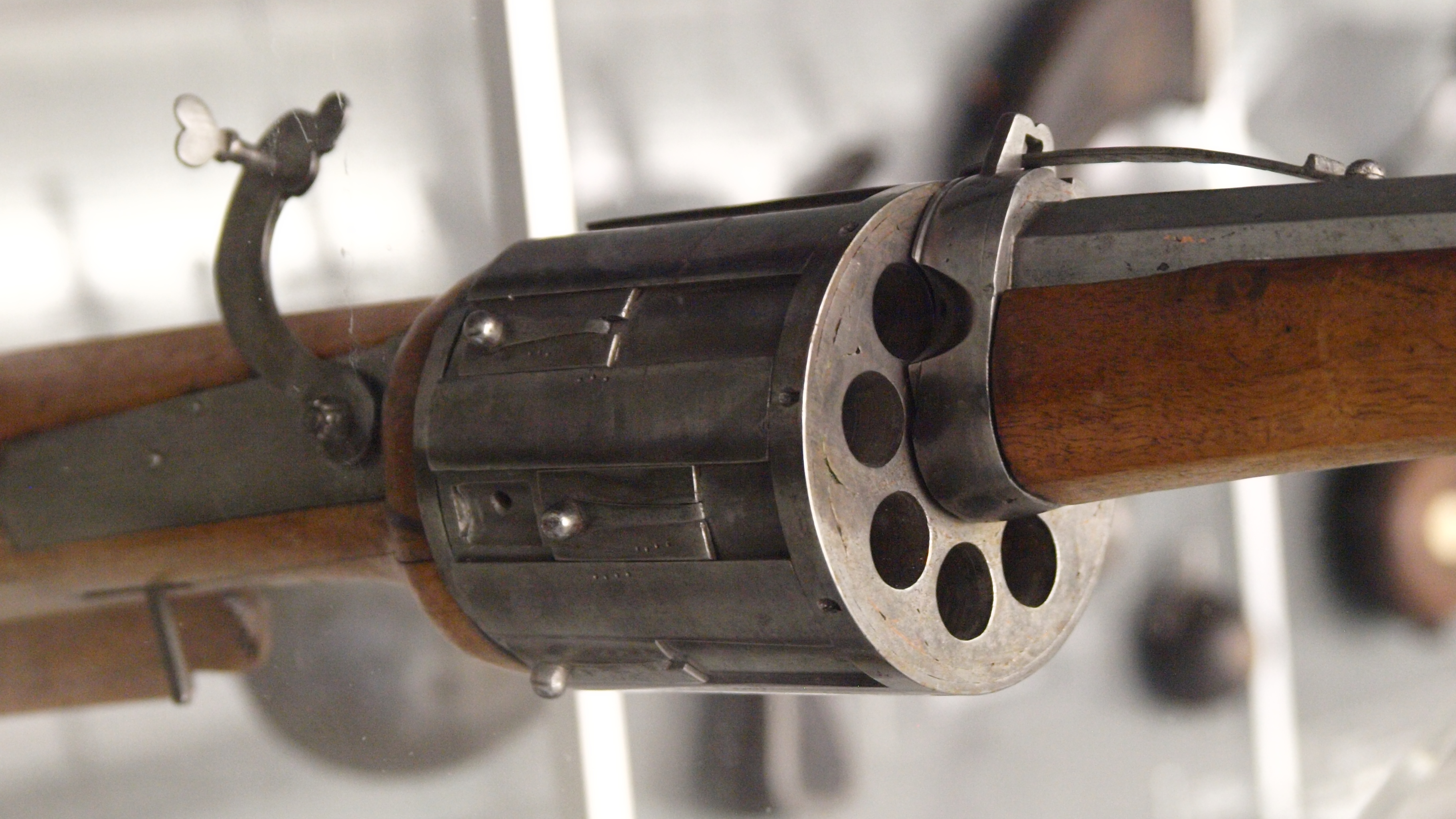
Detail eines achtschüssigen Luntenschlossrevolvers von 1580

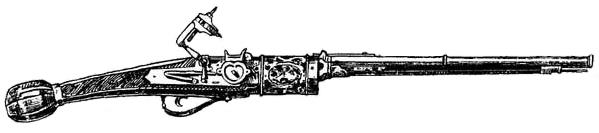
Früher Radschlossrevolver (Deutschland ca. 1590)

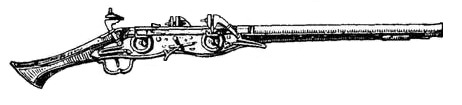
Frühe Radschlosspistole mit 3 Radschlössern (Italien ca. 1570)

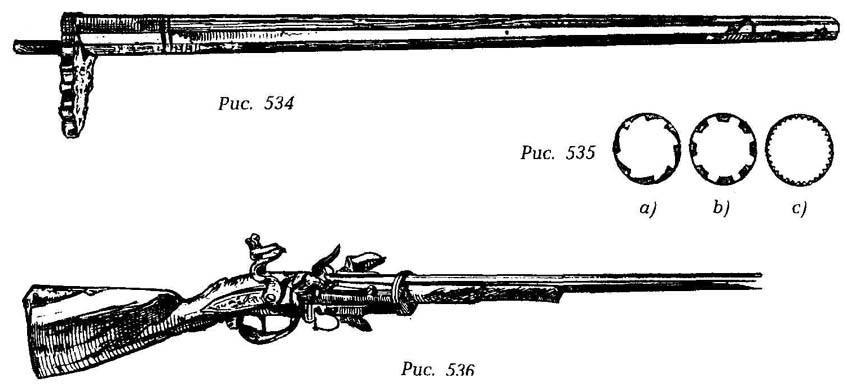
Revolvergewehr mit drehbaren (Teil-)Steinschlössern (Frankreich 18. Jahrhundert)

Die ersten Waffen wichen noch von der gebräuchlichen Definition eines Revolvers ab. Es waren ausnahmslos Vorderlader, bei denen jede Kammer das hintere Ende eines Laufs bildete. Es drehte sich also nicht nur eine Trommel mit Treibladung und Geschoss, sondern das gesamte Laufbündel.
Überlegungen zu mehrläufigen Waffen mit drehbaren Laufbündeln gab es in Mitteleuropa bereits im 15. Jahrhundert, so zeigt eine Nürnberger Handschrift aus dem späten 15. Jahrhundert eine dreischüssige Luntenschlossbüchse mit drehbarem Lauf. Erste praktische Experimente mit mehrläufigen Luntenschlosswaffen gab es bereits um 1500. Von deutschen Büchsenmachern wurden zwischen 1595 und 1600 in geringer Anzahl die ersten Waffen mit Radschloss gefertigt. Es existierten zu dieser Zeit einige Revolver mit Schnapphahnschloss aus deutscher Produktion. Seit 1600 wurden vermehrt Steinschlossrevolver gebaut. Im Vergleich zu einschüssigen Pistolen war ihre Anzahl jedoch gering. Dies lag an ihrer Größe (bis 550 mm), dem Gewicht (bis 2,85 kg) und dem Problem, das Zündpulver für jedes Patronenlager zuverlässig aufzubewahren.
Die Tendenz zu mehrschüssigen Waffen kam wahrscheinlich mit dem Einsatz von Pistolen in Kriegen auf. Schoss der Jäger daneben, hatte er nur seine Beute verloren, schoss der Soldat aber daneben, war er wehrlos und verlor eventuell sein Leben. Aus diesem Grund wurden Pistolen oft paarweise verkauft, so dass man zumindest einen zweiten Schuss hatte. Während es für die Jagd schon früh Doppelbüchsen und Büchsflinten gab, gab es die erste wirklich doppelläufige Pistole mit Radschloss erst gegen 1530. Im 18. Jahrhundert kam das tap action-System auf, bei dem ein Schloss für mehrere Läufe genutzt wurde. Das Schloss wurde jeweils auf den abzuschießenden Lauf ausgerichtet. Es gab Waffen, bei denen als Umkehrung dazu mehrere Läufe auf ein Schloss ausgerichtet werden konnten. Diese Waffen wurden Wender genannt. Die erste Pistole dieser Art stammt aus dem Jahr 1540. Die in Venedig ausgestellte Waffe besitzt drei Läufe. Nach jedem Schuss wurde die Arretierung gelöst, das Laufbündel um 120° gedreht und wieder arretiert. Allerdings gerieten diese frühen Vorläufer der Revolver bald wieder in Vergessenheit.

#### Bündelrevolver

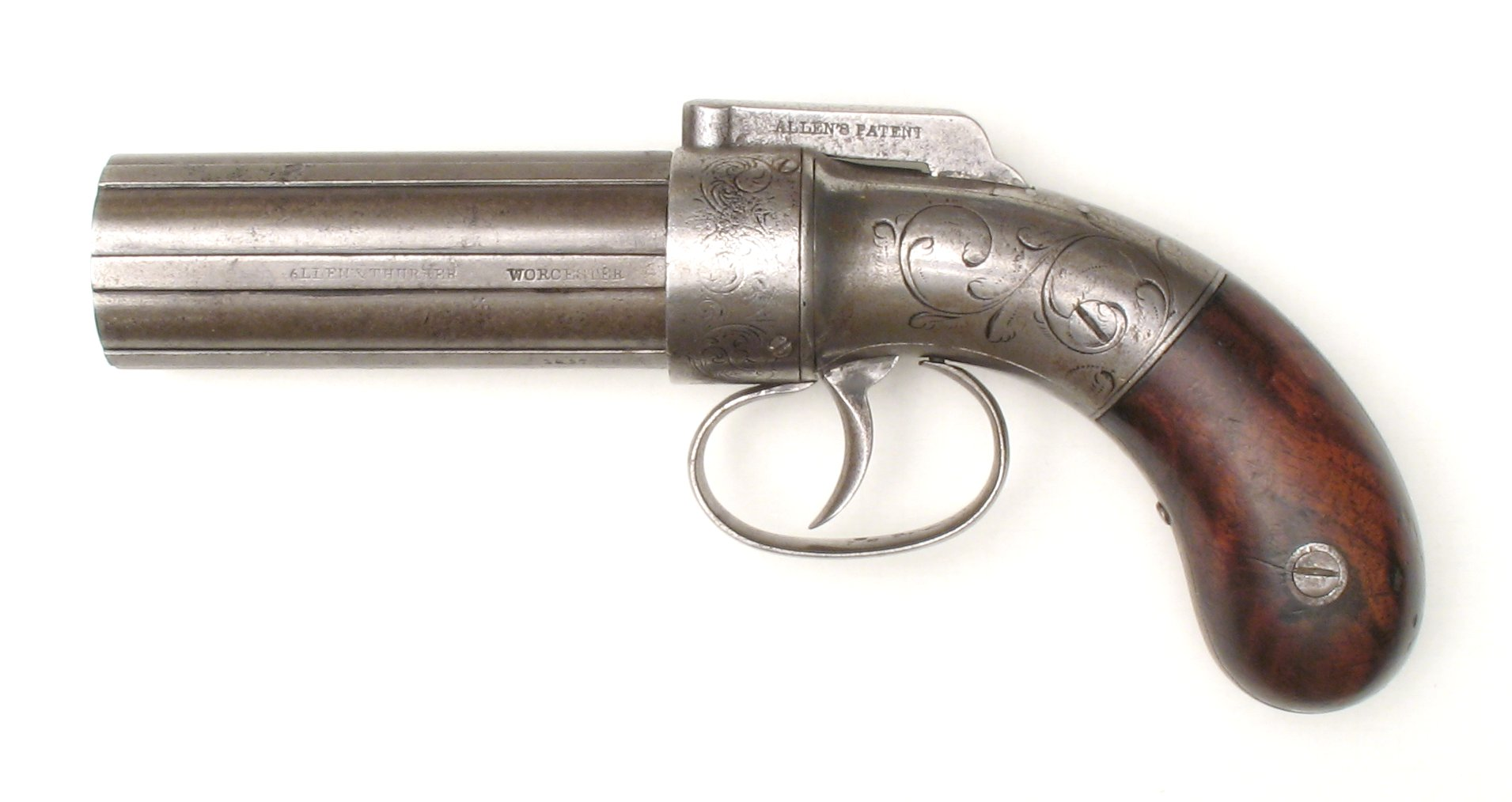
Bündelrevolver von Allen & Thurber (Worcester (Massachusetts))

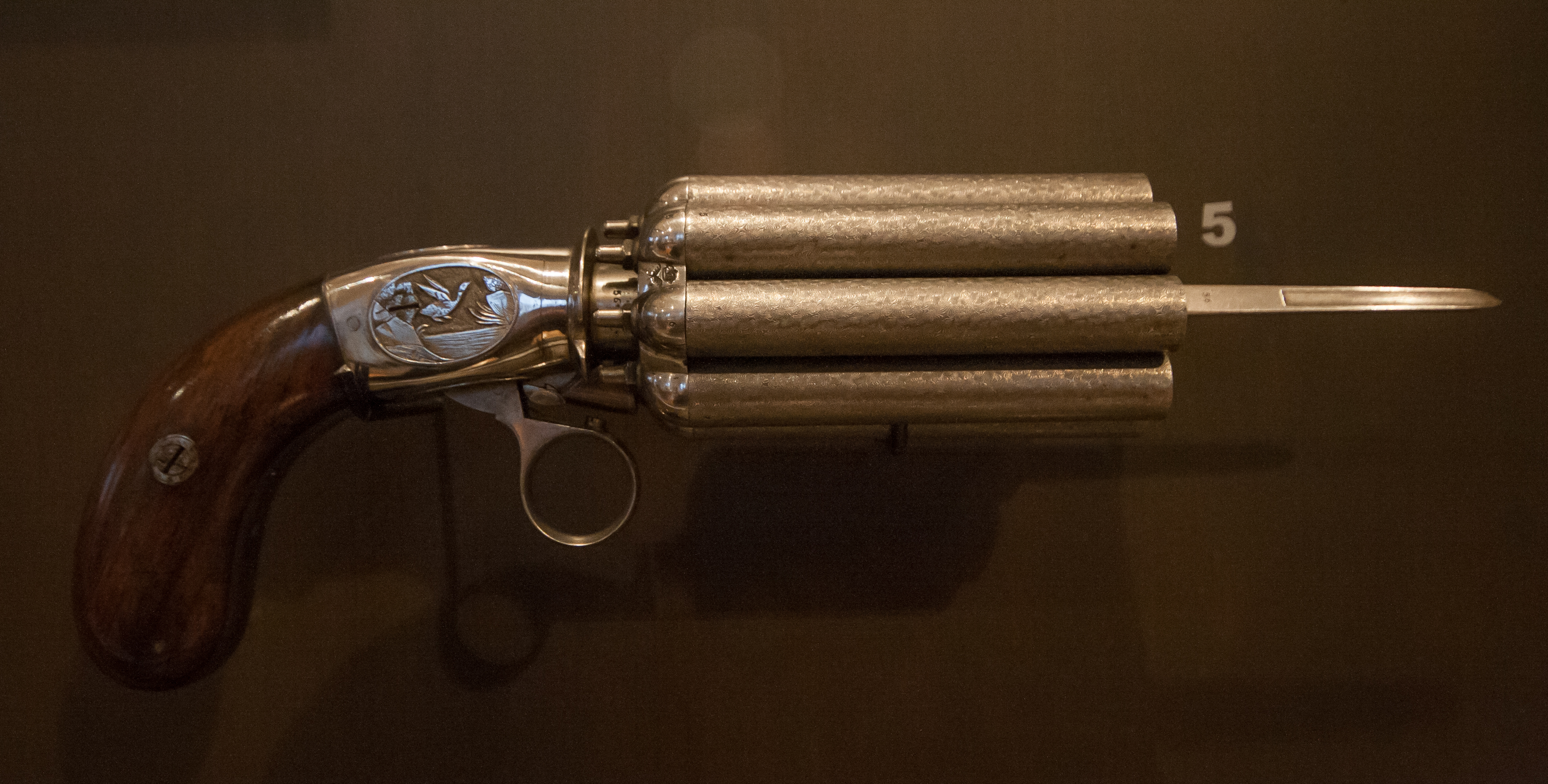
Revolver System Mariette 1855

Ab 1770 wurden in England Bündelrevolver hergestellt. Es waren Steinschlosswaffen. Das Laufbündel musste von Hand gedreht werden. Diese Bündelrevolver waren zu fragil, um gebrauchstauglich zu sein.
1837 ließ sich der US-Amerikaner Ethan Allen aus Massachusetts einen Double-Action-Bündelrevolver patentieren. Dabei wirkte der Abzug auf einen Zahnkranz, der die Trommel bewegte. Es handelte sich um die Waffe mit der damals größten Feuergeschwindigkeit weltweit. Insgesamt war der Bündelrevolver durch seine in der Regel sechs Läufe jedoch zu schwer und hatte eine ungünstige Schwerpunktlage.

#### Collier-Revolver

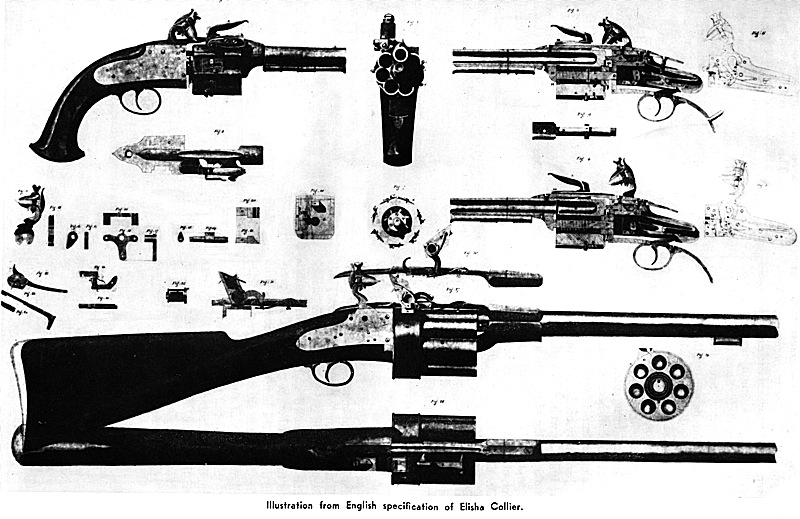
Steinschlossrevolver von Collier

1818 wurden von Captain Artemas Wheeler, Elisha Haydon Collier und Cornelius Coolidge verbesserte einläufige Steinschlossrevolver vorgestellt. Neben Revolvern wurden auch Büchsen und Flinten nach diesem System gefertigt. Die Waffen basierten auf einem auf Wheeler lautenden US-Patent vom 10. Juni 1818, Colliers britischem Patent Nr. 4.315 vom 24. November 1818 und dem französischen Patent 969 vom 5. August 1819. Die Angaben darüber, wie die drei Erfinder zusammengearbeitet haben, oder ob sie Konkurrenten gewesen sind, gehen in der Literatur auseinander.
Die herausragende Neuerung war, dass bei der Schussauslösung durch eine Feder die Kammeröffnung über das konische Ende des Laufes gedrückt wurde. Dadurch wurde sichergestellt, dass die Achsen von Kammer und Lauf auf einer Linie lagen. Somit konnte sich das Geschoss nicht am hinteren Laufende verkanten und zu einer Störung oder zur Waffensprengung führen. Gleichzeitig wurde verhindert, dass zwischen Kammer und Lauf Gas entweichen konnte, wodurch ein höherer Gasdruck erreicht wurde. Das ermöglichte eine höhere Geschossgeschwindigkeit und damit eine höhere Geschossenergie. Außerdem konnten keine Funken und heißen Gase auf andere Kammern überspringen, in denen sich loses Schießpulver befand. Die Batterie des Schlosses war zudem als Hohlraum ausgebildet. Wurde sie heruntergeklappt, rieselte Zündpulver in die Pfanne. Es musste dadurch nicht schon vorher hineingeschüttet oder dort aufbewahrt werden.
Allerdings wurde der Revolver in der Übergangszeit mit Perkussionszündung erdacht. Mit Steinschloss, einer von Hand zu drehenden Trommel und relativ hohen Fertigungskosten konnten bis 1827 nur rund 300 Revolver abgesetzt werden. Die zwischenzeitlich angedachte Umstellung auf eine beim Spannen des Hahns mechanisch ausgelöste Trommelbewegung wurde aus Gründen der Vereinfachung 1824 fallen gelassen, und nur wenige Waffen wurden mit einer Perkussionszündung ausgestattet. Später wurde der Collier-Revolver von Francis Edwards und Mill in Großbritannien weiterentwickelt.

### Perkussionsrevolver
Im Jahr 1835 beantragte der erst 21 Jahre alte US-Amerikaner Samuel Colt in Großbritannien ein Patent für einen Revolver mit Perkussionszündung, der als Colt Paterson bekannt wurde. Durch die Anmeldung hielt er sich die Möglichkeit offen, das gleiche Patent auch in Frankreich und den USA anzumelden. Umgekehrt wäre dieses aus rechtlichen Gründen nicht möglich gewesen. Da andere Erfinder dieser Zeit selten Patente in mehreren Ländern anmeldeten, ist davon auszugehen, dass Colt seine Erfindung international, auch bei den Militärs, vermarkten wollte. Das britische Patent Nr. 6.906 vom 22. Oktober 1835 und das US-amerikanische Patent Nr. 9.430x vom 25. Februar 1836 sicherten ihm bis 1856 die alleinige Umsetzung einer Reihe von Ideen. Diese betrafen vor allem die Positionierung, Trennung und den Schutz der Zündhütchen, das Abzugssystem, die Bewegung und Festsetzung der Trommel und die Trommelachse.
Eine Legende zu dieser Erfindung besagt, dass Samuel Colt 1834 per Schiff von England in die USA reiste. Er beobachtete, wie der Steuermann sein Ruder mit Hilfe eines Holzbolzens von unten arretierte. Somit blieb das Ruder gerade und das Schiff auf Kurs. Colt war von dieser Mechanik begeistert und schnitzte sofort ein Modell seiner Idee. Noch im selben Jahr ließ er vom Büchsenmacher John Pearson ein Modell anfertigen. Eine andere Legende besagt, dass Colt im Royal United Service Museum in Whitehall einen Schnappschlossrevolver aus der Zeit vor 1650 gesehen haben könnte. Die Trommelarretierung dieser Waffe im Kaliber .500 weist viele Gemeinsamkeiten mit dem später von Colt entwickelten Revolver auf.
Colts Cousin Dudley Selden wurde mit der Gründung der Patent Arms Manufacturing Company beauftragt. Die in Paterson (New Jersey) ansässige Firma sollte nach dem Willen des Erfinders seine Colt-Perkussionsrevolver und Revolvergewehre ans Militär verkaufen. Die Investoren verlangten jedoch eine schnelle Umsetzung und die Bedienung des privaten Waffenmarktes. Das Ergebnis war eine übereilte Einführung, so dass die US-Army im Juni 1837 die Waffe ablehnte. Zum Nachladen musste der Colt Paterson zerlegt werden und es gab ein umfangreiches Zubehör, welches im Truppenalltag verloren gehen konnte. Außerdem wurde die Waffe als zu teuer und zu komplex für eine Serienfertigung angesehen. Schließlich musste die Firma 1841 schließen.
Als 1846 der Krieg mit Mexiko begann, verfügte die texanische Regierung schon über einige Colt Paterson Revolver. Nach Gesprächen mit Captain Samuel H. Walker, einem ehemaligen Texas Ranger, wurde am 4. Januar 1847 mit der US-Regierung ein Vertrag über 1000 Revolver im Kaliber .44 abgeschlossen. Hergestellt wurden diese in der Fabrik von Eli Whitney Jr. in Whitneyville, da Colt noch keine eigene Fertigungsstätte hatte. Bekannt wurden sie als Whitneyville-Walker Revolver. Im Juli wurden die ersten Waffen mit der offiziellen Bezeichnung Colt Model 1847 Army Revolver ausgeliefert.
Wichtige Verbesserungen am Whitneyville-Walker (auch: Model of 1847 Army Pistol) waren seine größere Robustheit und die Möglichkeit einer stärkeren Ladung, zudem fasste die Trommel sechs Schuss anstatt deren fünf beim Paterson. All dies musste durch ein Mehrgewicht erkauft werden, die Waffe wog nun rund zwei Kilogramm. Außerdem hatte er statt eines einklappbaren einen feststehenden Abzug mit festem Abzugsbügel. Ebenso war der beim Paterson als Zubehör mitgelieferte Ladehebel jetzt unter dem Lauf angelenkt und somit Teil des Revolvers. Er diente dazu, die Geschosse in die Kammer zu drücken.
Der Colt Walker war erfolgreich und Colt konnte mit weiteren Bestellungen der Armee rechnen. In seinem nächsten Anlauf war Samuel Colt vorsichtiger als in Paterson. Seine 1847 gegründete Firma war kleiner, fest in seiner Hand und befand sich in angemieteten Räumen in Hartford/CT. Auch die für den Walker verwendeten Fertigungsmaschinen gehörten ihm, wie dies vertraglich vorgesehen war. Viele Fertigungsaufträge wurden dennoch an Subunternehmer vergeben.

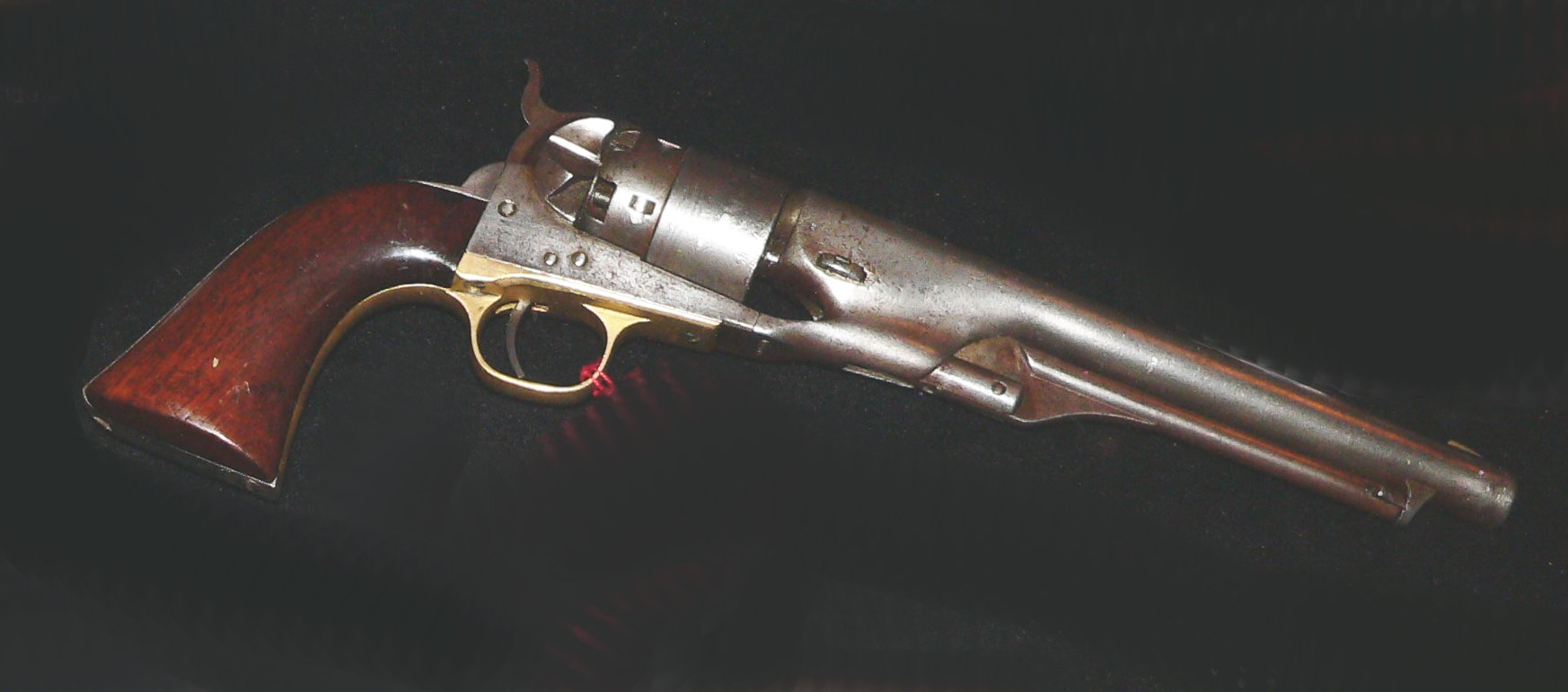
Perkussionsrevolver; Colt Army Kal. .44 Mod. 1860

Weitere Aufträge folgten, und bis 1860 wurden rund 20.000 Revolver des Nachfolgemodells Dragoon (auch: Model of 1848 Holster Pistol) verkauft. Allein die US-Armee kaufte mehr als 7000 Stück. Neben der eigentlichen Waffe brachte Colt auch die industrielle Fertigung voran, was sich nicht nur in größeren Produktionszahlen, sondern auch in einer Austauschbarkeit von Teilen und somit einer schnellen und einfacheren Ersatzteilversorgung niederschlug.
Bis 1850 gab es wenig Konkurrenz für Samuel Colt. Auf dem europäischen Kontinent wurden Revolver nur von Devisme und Lenormand in Handarbeit hergestellt. In England gab es keinen einzigen Hersteller, und in den USA wurden ansonsten nur Bündelrevolver produziert. 1850 stellte dann die Massachusetts Arms Company aus Chicopee Falls einen von Edwin Wesson modifizierten Leavitt Revolver vor, für den das US-Patent 6669 am 28. August 1849 vergeben wurde. Einen von Colt angestrengten Prozess verlor die Massachusetts Arms Company jedoch und musste Kosten und Strafe in Höhe von 65.000 Dollar (umgerechnet 2.380.000 Dollar) zahlen. Damit hatte Colt bis 1856 die alleinigen Produktionsrechte für Single-Action-Revolver in den USA.
In Hartford stellte Colt neben dem Dragoon Mod. 1848 im Kaliber .44 den Taschenrevolver Pocket Mod. 1849 im Kaliber .32 und den Navy (oder Belt) Mod. 1851 im Kaliber .36 in großer Zahl her. Ab 1860 wurde eine modernisierte Variante dieser Waffen, der Army 1860, der Navy 1861 und der Police 1862 auf der gleichen Basis, jedoch mit runden Läufen hergestellt. Dazu kam 1855 ein von Elisha K. Root entworfener Taschenrevolver (Colt Model 1855 Sidehammer Revolver) mit geschlossenem Rahmen in den Kalibern .28 und .32 auf den Markt.
Im Jahre 1851 hatte Colt den Konstrukteur Elisha K. Root eingestellt. Dieser modernisierte nicht nur die Produktion, indem er neue Maschinen einführte, er entwickelte auch die Revolver weiter. Das nächste Ziel war die Erschließung neuer Märkte wie Europa. So baute man 1852 im Londoner Stadtteil Pimlico eine Fabrik, in der 230 Mitarbeiter angestellt waren. Im Jahre 1854 erging ein Auftrag über 4000 Navy-Revolver Modell 1851 für die britische Marine. Bis 1873 konnten so weltweit rund 850.000 Single-Action-Perkussionsrevolver verkauft werden.

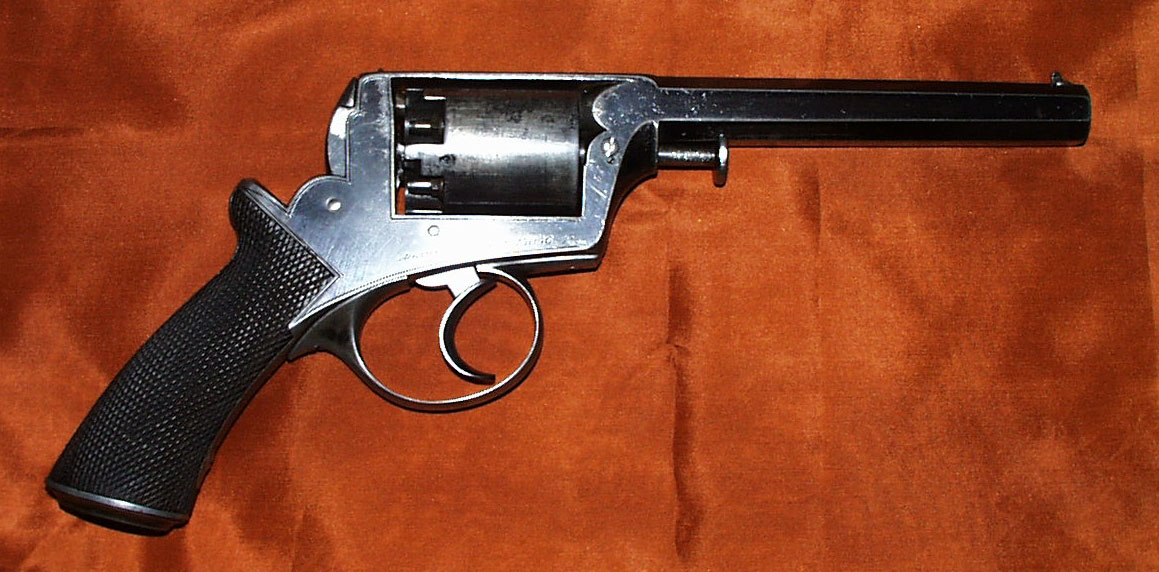
Adams-Revolver aus dem Jahr 1854

Bei der ersten Weltausstellung, im Mai 1851, im Londoner Kristallpalast änderte sich jedoch die Situation für den europäischen Markt. Zwar meinte die Times über Colts Revolver, dass sie ein neues Impfmittel gegen die wilden Stämme sind, die den Weg in die Wildnis behindern, und dass der sechsschüssige Revolver mit höchster Wahrscheinlichkeit jede andere derzeitige bei Kavallerie oder jeder anderen militärischen Kraft benutzte Schusswaffe übertrifft, jedoch gab es einen kleinen Stand mit einem neuen Revolver. Hierbei handelte es sich um eine von Robert Adams unter der britischen Patentnummer 13.527 am 24. Februar 1851 patentierte Waffe.
Bei Adams’ Revolver waren Rahmen und Lauf aus einem Stück, die wesentlichen Konstruktionsmerkmale der Trommel waren gleich. Der größte Unterschied war die Art der Schussauslösung. Der Adams-Revolver war selbstspannend (Double-Action-Only), der Colt-Revolver verfügte über einen Single-Action-Abzug.
Am 10. September 1851 gab es im Royal Arsenal in Woolwich ein öffentliches Vergleichsschießen auf 50 Yards Entfernung. Im Gegensatz zum Revolver von Colt gab es bei der Waffe von Adams keine Zündversager und die Waffe konnte in 38 Sekunden statt in 58 Sekunden nachgeladen werden. Zudem war die Präzision, auch bei der Verwendung unterschiedlicher Geschosse, größer. Die fünfschüssige Waffe war zudem 681 g leichter als der 1985 g schwere Colt Revolver.
Lieutenant Beaumont von den britischen Royal Engineers ließ 1855 eine Erfindung patentieren, die den Single-Action-Abzug und Double-Action-Only-Abzug kombinierte. Dieser neue Double-Action-Abzug wurde bald durch die Beaumont-Adams-Revolver am Markt etabliert, der nun auch den fest angebrachten Ladehebel übernommen hatte.
Als die verschiedenen Patente für Perkussionsrevolver ausliefen, stieg die Produktion in den Vereinigten Staaten und Großbritannien an. George Daw produzierte in London Revolver, die den Colt-Modellen sehr ähnlich waren, James und Philip Webley hatten schon seit 1835 in Birmingham Perkussionsschlösser gebaut und nutzten ihre Erfahrung nun für den Bau von Revolvern. William Tranters patentierte 1853 einen Revolver mit überlangem Abzugszüngel. Dieses ragte durch den Abzugsbügel hindurch. Drückte man den unteren Teil, wurde der Hammer wie bei einem Single-Action-Revolver gespannt. Drückte man den Teil innerhalb des Abzugsbügels, löste sich der Schuss. Diese Erfindung machte es möglich, die Waffe mit schon zurückgezogenem Hammer in den Anschlag zu bringen und präzise (mit geringem Abzugswiderstand) den Schuss auszulösen.
Es kam auch zu Kuriositäten wie dem 1859 von John Walsh entwickelten Revolver, der in sechs Kammern jeweils zwei Ladungen hintereinander einbrachte. Somit standen dem Schützen zwölf Schuss zur Verfügung. Le Mat (New Orleans) erfand den neunschüssigen LeMat Percussion Revolver mit einem Zusatzlauf für einen Schrotschuss. Enouy Joseph entwickelte 1855 sogar einen 42-schüssigen Revolver. An einer Spindel befanden sich sieben Trommeln mit je sechs Kammern. Die Waffe war jedoch zu groß, um wirklich praktisch zu sein.

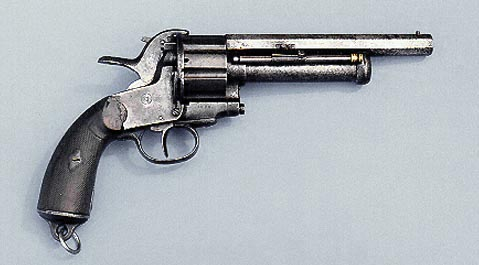
Le Mat-Hinterladerrevolver für Stiftfeuerpatronen mit zusätzlichem Schrotlauf

### Hinterlader-Revolver

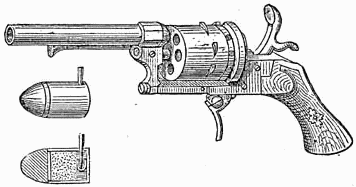
Lefaucheux-Revolver inkl. Aufbau einer Stiftfeuerpatrone

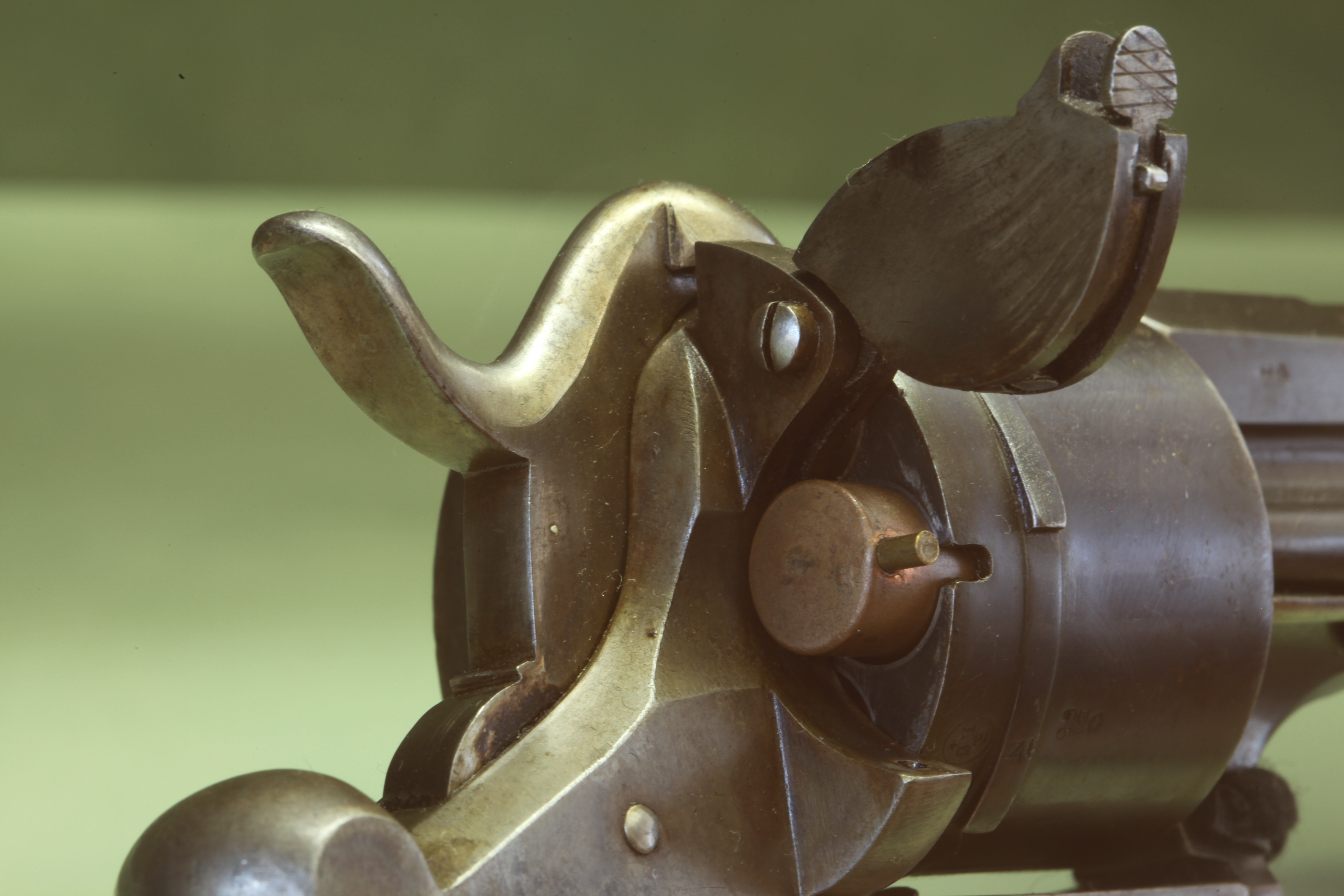
Ladeöffnung eines Lefaucheux-Revolvers M1858

In der Geschichte der Feuerwaffen hat es viele Versuche gegeben, um eine Ladung direkt und vollständig ins Patronenlager zu laden. Das erste erfolgversprechende System schuf der Schweizer Samuel Johann Pauli 1812 mit der sogenannten Einheitspatrone. Diese für Hinterladergewehre gedachte Patrone enthielt Treibladung, Geschoss und Zündsatz in einer Patronenhülse aus Pappe, die mit einem Metallboden den Lauf nach hinten gasdicht abschloss. In der Mitte des Bodens war der Zündsatz eingebracht.

#### Revolver für Stiftfeuerpatronen
1835 ließ sich Casimir Lefaucheux eine Einheitspatrone patentieren, die zur Zündung einen in der Hülse angebrachten Zündstift nutzte. 1851 stellte er diese Patronen mit Lefaucheux-Zündung auf der Weltausstellung in London aus. Der erste Hinterlader-Revolver für diese Patronen, der Lefaucheux-Stiftfeuerrevolver, wurde 1854 von seinem Sohn, Eugène Lefaucheux, patentiert und zwei Jahre später bei der französischen Marine eingeführt. Bis 1857 wurden insgesamt 400.000 dieser Waffen hergestellt.
Bei Munition mit Lefaucheux-Zündung steht am Hülsenrand ein Stift hervor. Dieser wird durch den Hahn in die in der Hülse liegende Zündladung geschlagen, welche die Treibladung zündet. Abgesehen davon, dass diese Patronen sehr empfindlich sind, ist es umständlich, sie in die Trommel einzulegen. Die Stifte müssen genau in den Aussparungen der Trommel liegen, damit die Waffe funktioniert.
Lefaucheux-Revolver wurden auch gerne als Taschenwaffen genutzt. Viele gehörten zu der großen Gruppe belgischer Bulldog- und Velodog-Revolver. Diese waren Waffen, die Spaziergänger und Radfahrer mitnahmen, um in Parks und auf Feldwegen gegen umherstreunende, tollwütige Hunde geschützt zu sein.

#### Revolver für Randfeuerpatronen
Im Jahr 1850 ließ sich ein Monsieur Houlon in Frankreich eine Patrone patentieren, bei der die Zündmischung ringförmig in den hohlen Rand der Patrone eingebracht wurde. Heute ist diese Munition unter dem Namen Flobertpatronen bekannt.
1857 brachten dann Daniel B. Wesson und Horace Smith (Smith & Wesson) den ersten Revolver für Randfeuerpatronen, das Model No. 1, auf den Markt. Dazu verwendeten sie das Patent von Houlon, benutzten aber eine Kupferhülse und das Kaliber .22 (5,6 mm). Weiterentwicklungen dieses Revolvers waren das Model No. 2, das im Amerikanischen Bürgerkrieg eine Rolle spielte und das kleinere Model 1½, beide im Kaliber .32 Randfeuer.

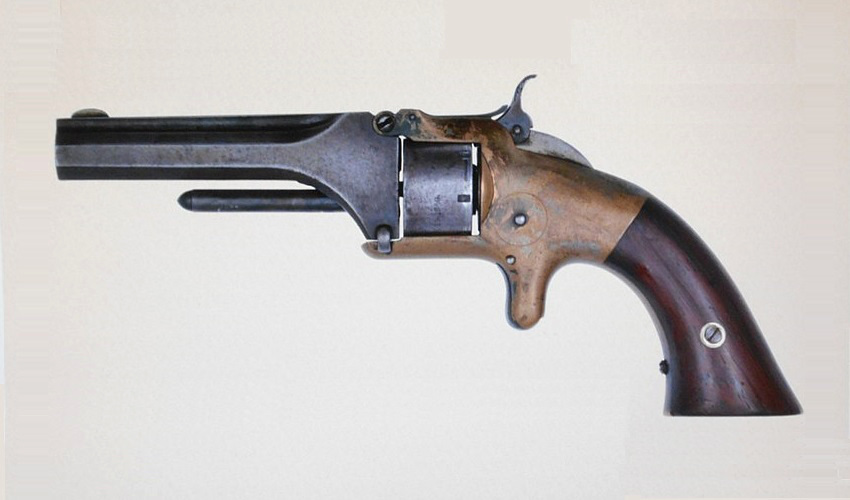
Früher Smith & Wesson-Revolver für Randfeuerpatronen, Spornabzug

In den USA werden diese Revolver als Tip up Revolver bezeichnet. Der Lauf wurde zum Laden und Entladen nach oben geschwenkt. Dann entfernte man die Trommel, die auf einer kurzen Trommelachse am hinteren Ende des Rahmens lag, und konnte diese laden bzw. entladen. Beim Entladevorgang diente der unter dem Lauf angebrachte Zapfen als Ausstoßer. Aufgrund des Patents von Rollin White vom 3. April 1855 für die durchbohrte Trommel (alle anderen Revolver in den USA wurden ja noch von vorne geladen, auch die Perkussionsrevolver), durfte bis April 1869 kein Wettbewerber Revolver mit durchgebohrter Trommel anbieten. Smith & Wesson beschreibt dieses auf seiner Firmenhomepage als ein very lucrative business (sehr lukratives Geschäft). Es gab verschiedene Versuche, die Patentrechte zu umgehen, wie z. B. beim Slocum-Revolver. Erste Modelle anderer Anbieter kamen dann auch bereits 1869 auf den Markt und überschwemmten schließlich die Weltmärkte.
Ein Problem bei Randfeuermunition war und ist, dass die Hülse im Bereich der Zündmasse sehr dünn sein muss, damit sie über einen Schlagbolzen oder Zündstift gezündet werden kann. Dies macht es unmöglich, starke Treibladungen einzusetzen, da sonst die Hülse aufreißt.
Remington bot seine Modelle mit Wechseltrommel an, so konnte man wahlweise die Waffe mittels Perkussionszündung oder mit Randfeuerpatronen verwenden.
Viele Revolver, beispielsweise der Colt Open Top, benutzten Randfeuerpatronen, welche ursprünglich für Unterhebelrepetiergewehre entwickelt worden waren (vergl. Henry-Gewehr). Sie wurden jedoch bald von Revolvern für Zentralfeuerpatronen abgelöst.

#### Revolver für Zentralfeuerpatronen

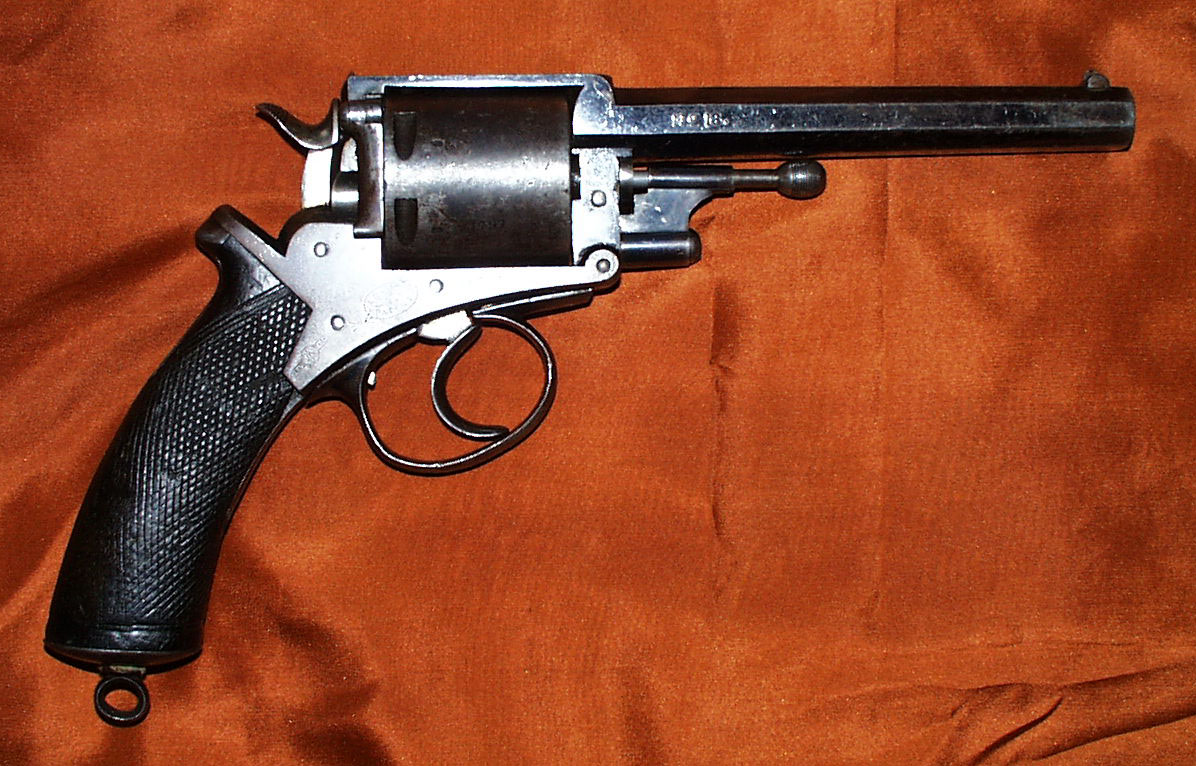
Adams-Revolver für Zentralfeuerpatronen British Army Mark III aus dem Jahre 1872

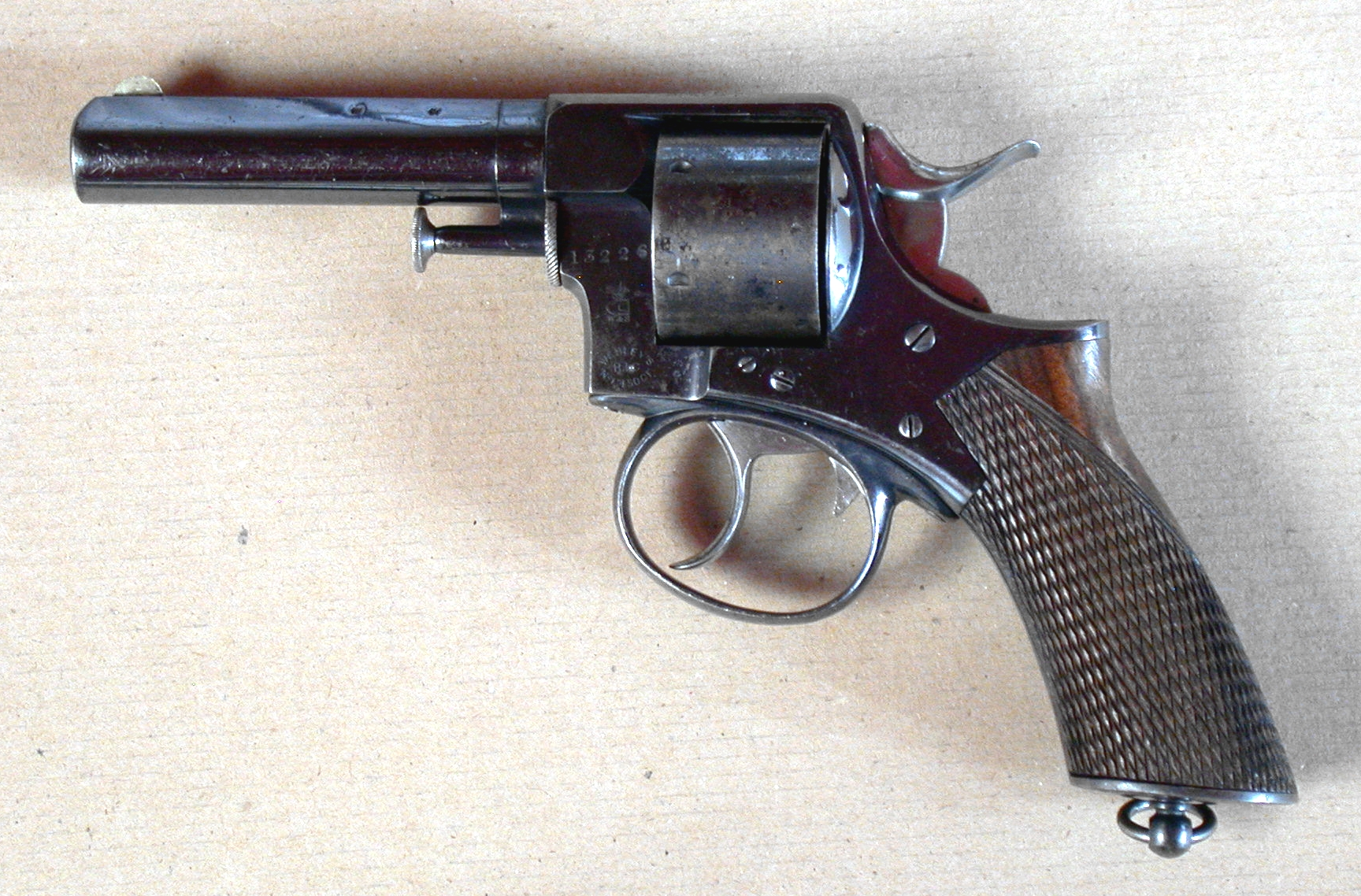
Früher Webley Royal Irish Constabulary Revolver mit geschlossenem Rahmen Cal. .450

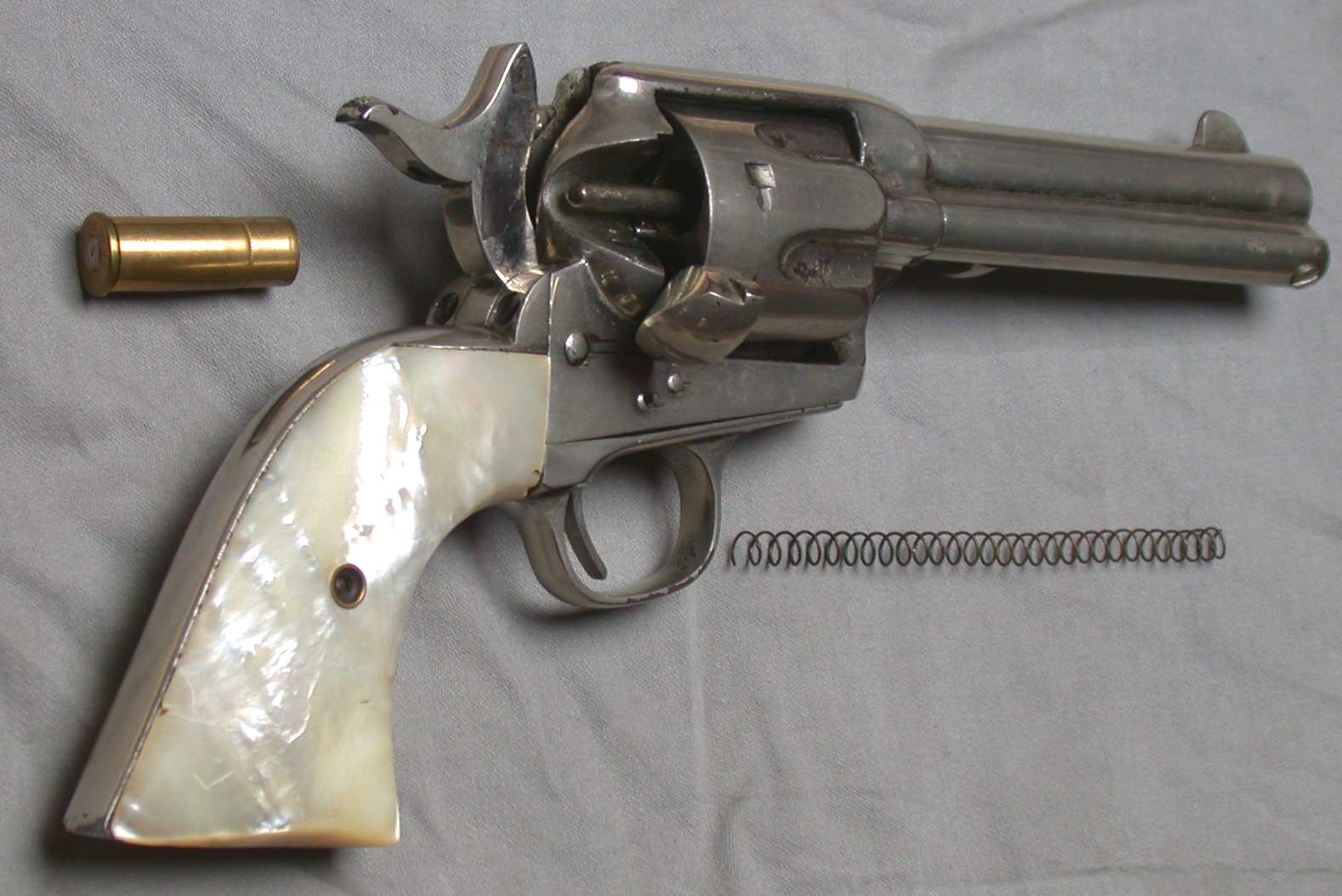
Colt Single Action Army, Ladeklappe offen, Ausstoßer in hinterer Stellung

Nachdem Pauly 1812 seine Einheitspatrone vorgestellt hatte, war 1858 von George Daw eine neue Zentralfeuerpatrone patentiert worden. Ein Jahr später ließ sich der Franzose Perrin einen Zentralfeuer-Revolver patentieren.
Schließlich ließ sich 1866 der britische Colonel E. M. Boxer eine Gewehrpatrone mit der seitdem so genannten Boxerzündung patentieren. Dieses Patent wurde im Anschluss auch für Revolverpatronen im Kaliber .45 übernommen. Die Patrone bestand zuerst aus einem gewickelten Messingblech mit Eisenboden. Bereits 1867 nutzte man schon tiefgezogene Messinghülsen. Diese hatten im Boden eine Vertiefung für die Zündmasse und ein Loch, durch das der Flammenstrahl der Zündmasse die Treibladung im Inneren der Patrone erreichen konnte.
Für diese Munition entwickelte John Adams im gleichen Jahr einen Double-Action-Revolver, der schon 1868 offiziell als Armeerevolver in Großbritannien eingeführt wurde. Damit war der moderne Revolver in der heute bekannten Form geboren.
Ab 1870 brachte Smith & Wesson eine Serie von Kipplaufrevolvern unter der Bezeichnung Smith & Wesson No 3 auf den Markt. Sie hatten zum Nachladen einen abkippbaren Lauf im Kaliber .44 S&W American, einer Zentralfeuerpatrone in den Dimensionen der .44 Henrypatrone. Später wurde die Waffe auch in anderen großen Kalibern angeboten. Die Waffe hatte einen zentralen sternförmigen automatischen Ausstoßer für die abgeschossenen Hülsen, der in Aktion trat, sobald der Lauf nach unten abgekippt wurde. Von W. C. Dodge erfunden, wird es auch als Dodge Fast-Loading System bezeichnet. Da die Schecks mit den Patentgebühren wenige Tage nach dem Fristablauf in Großbritannien, Frankreich und Belgien eingingen, wurden die Patentanmeldungen dort abgelehnt. Nur wenige Wochen später gab es in Europa bereits die ersten Nachahmungen. Der S&W Model No 3 Revolver war im zivilen Markt außerordentlich erfolgreich und wurde in allen gängigen Kalibern auch an diverse Armeen geliefert.
1873 führte Colt den als Peacemaker berühmt gewordenen Colt Single Action Army ein.
Dieser Revolver wurde in der US-amerikanischen Armee mit einer Zentralfeuerpatrone im Kaliber .45 eingeführt. Im zivilen Markt wurde er etwas später für die Winchester-Zentralfeuerpatronen Kaliber .44-40 WCF (Winchester Central Fire), .38-40 WCF und .32-20 WCF angeboten. Diese speziell für die Winchestergewehre Mod. 1873 konzipierten Schwarzpulverpatronen wurden später auch – jetzt mit rauchlosem Pulver – im Winchester Mod. 1892 verwendet und waren deshalb im Wilden Westen als Einheitspatronen erfolgreich. Amerikanische Cowboys hatten dann 35 bis 40 Patronen im Patronengürtel, die sie je nach Bedarf in das Gewehr oder den Revolver luden. Da somit nur ein Patronentyp benötigt wurde, standen beide Waffen zur Verfügung, bis der gesamte Vorrat an Patronen aufgebraucht war. Erfahrene Waffenträger luden dabei nur fünf der sechs Kammern des Revolvers und sorgten dafür, dass sich die leere sechste Kammer vor dem Bolzen befand, da der Colt dafür berüchtigt war, dass sich bei gesicherter Waffe ein Schuss lösen konnte, wenn er beim Herunterfallen mit dem Hahn aufschlug.
Die meisten im 19. Jahrhundert hergestellten Patronenrevolver wurden wie der Colt Single Action Army durch eine rechts am Rahmen angebrachte Ladeklappe geladen und mit einem parallel zum Lauf liegenden Ausstoßer entladen.

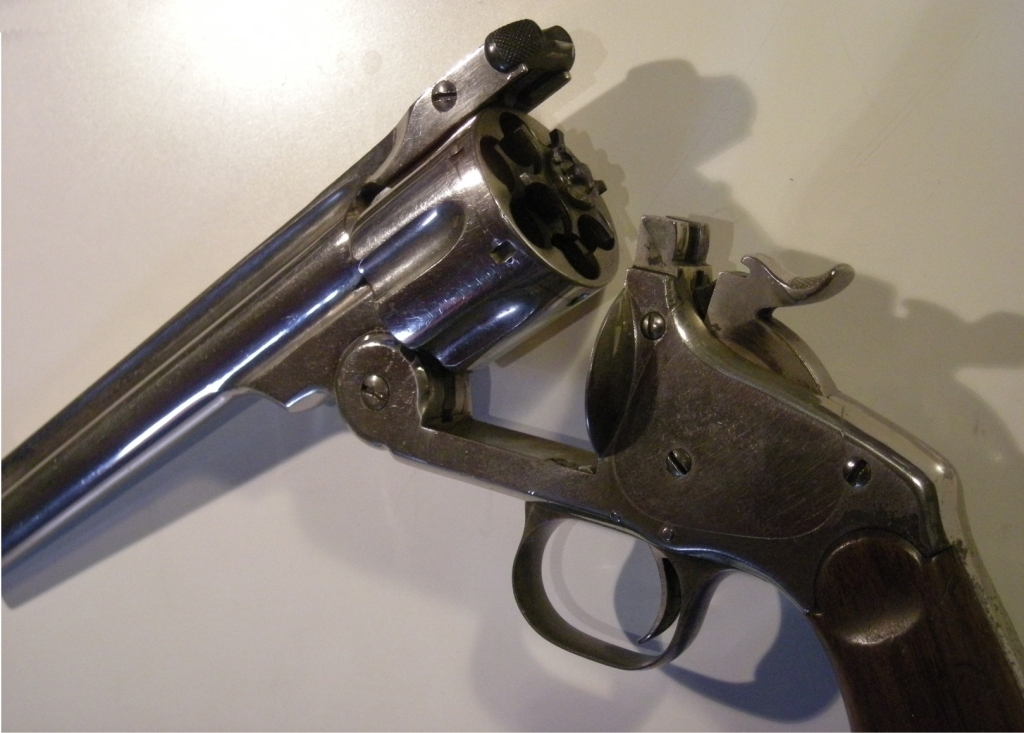
Smith & Wesson No. 3, Lauf abgekippt zum Nachladen

Nachteilig gegenüber den Kipplaufrevolvern war dabei der Zeitaufwand zum Wiederladen der Waffe, besonders wenn dies zu Pferde geschah. Als Vorteil erwies sich jedoch der geschlossene Rahmen, der gegenüber den Kipplaufrevolvern wesentlich stärkere Ladungen erlaubte.
Ein wichtiger Hersteller von Revolvern in Großbritannien war die Firma Webley & Sons, die sich auf die Herstellung von Kipplauf-Revolvern konzentrierte. Diese Waffen hatten wie die Smith & Wesson-Revolver einen zentralen Hülsenauswerfer. Die britische Armee benutzte Webley-Revolver und auch solche von der Royal Small Arms Factory in Enfield hergestellte Waffen noch bis zum Ende des Zweiten Weltkrieges.

##### Neuere Entwicklungen

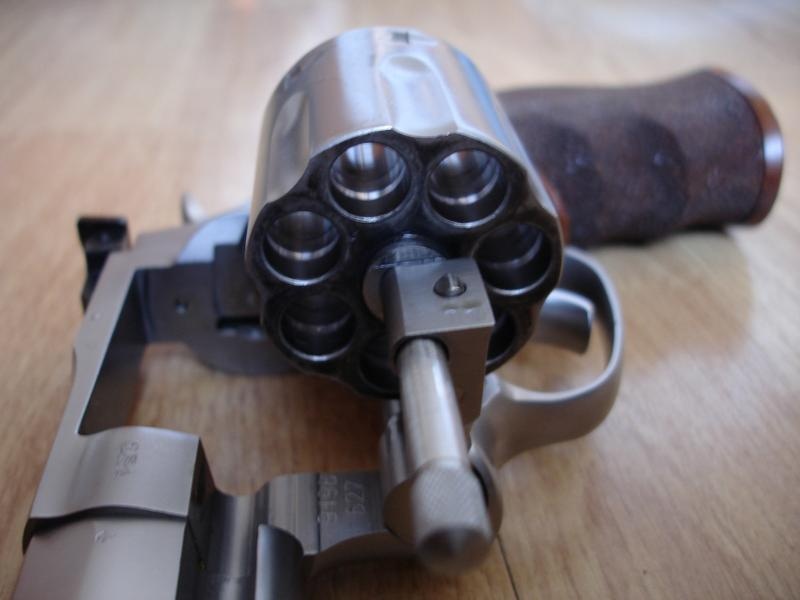
Revolver mit ausgeschwenkter Trommel. Im Vordergrund die Trommelachse und der Trommelkran. Der Stift (auch Crane Lock genannt) auf dem Trommelkran dient zur Verriegelung im Rahmen.

Die letzte große Neuerung war die ausschwenkbare Trommel. Diese Idee ließ sich 1865 William Mason – damals bei Remington angestellt – patentieren. Später wechselte er zu Colt und ließ sich 1888 einen Double-Action-Revolver mit Ausschwenkzylinder und Hülsenauswerfer patentieren. Der Hülsenauswerfer wurde durch Drücken auf die vor der Trommel angebrachte Auswerferstange betätigt. Bereits ein Jahr später brachte die Firma den Colt Model 1889 Navy Revolver im Kaliber .38 auf den Markt. Smith & Wesson folgte 1896 mit dem S&W .32 Hand Ejector Model.

##### Die Zeit der Weltkriege
Zwischen 1900 und dem Ende des Zweiten Weltkriegs wurden Revolver stetig eingesetzt, es gab jedoch keine größeren Entwicklungsschritte. Bestehende Konzepte wurden weiterentwickelt und Hersteller wie Colt, Smith & Wesson oder Webley trieben Modellpflege. Mit den Kriegen trat jedoch gleichzeitig im militärischen Bereich die Selbstladepistole immer mehr in den Vordergrund.
In der Schweizer Armee wurde noch bis 1948 der Revolver Modell 1929 im Kaliber 7,5 mm an höhere Unteroffiziere und mit einer Faustfeuerwaffe ausgerüstete Unteroffiziere und Angehörige der Mannschaft abgegeben. Die letzten mit dem Revolver ausgerüsteten Armeeangehörigen wurden in den 1970er Jahren aus der Armee entlassen.

##### Entwicklungen nach 1945

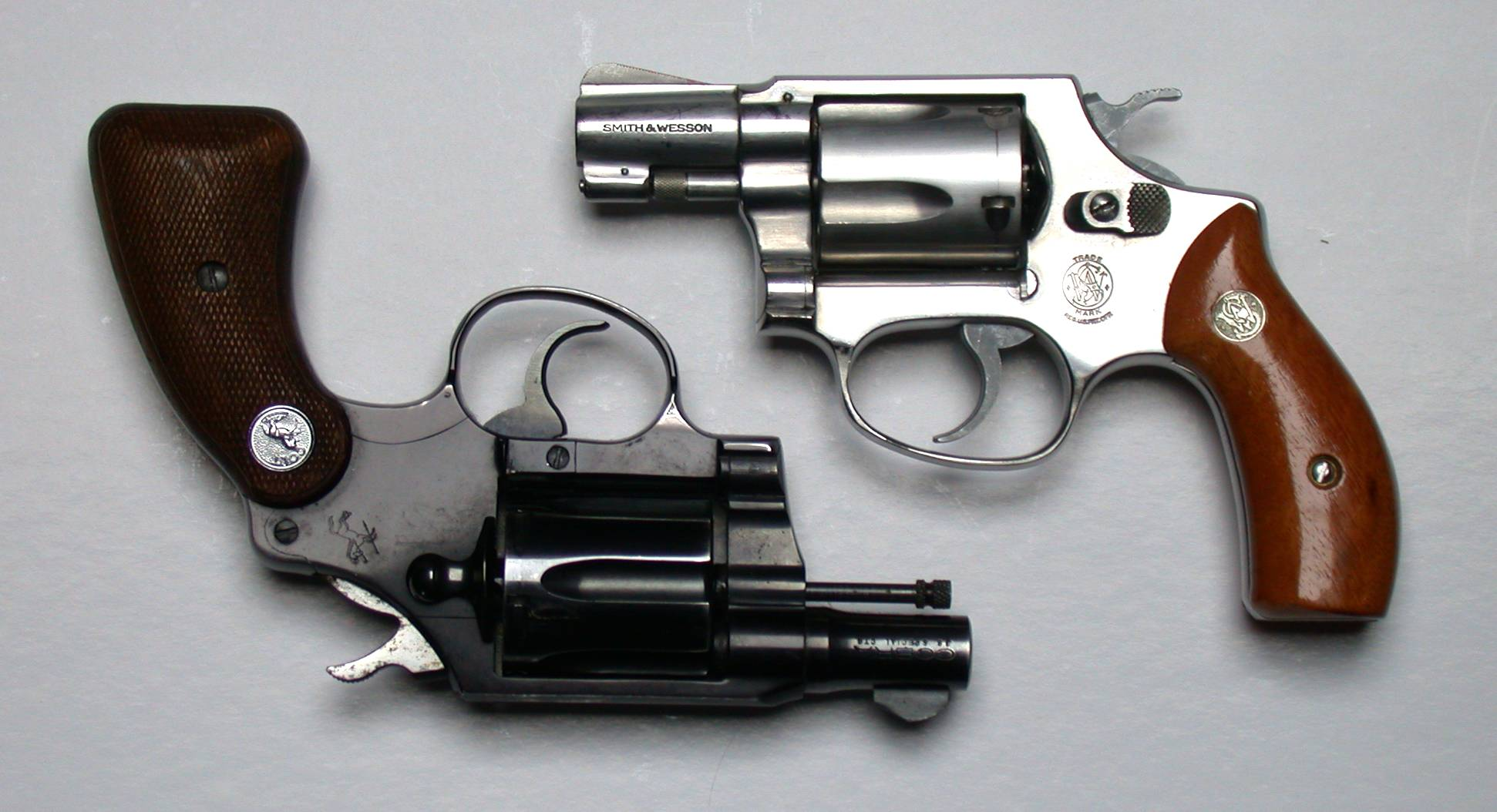
Kompakte Revolver Colt Cobra / S&W Chiefs Special, beide mit ausschwenkbarer Trommel im Kaliber .38 Special

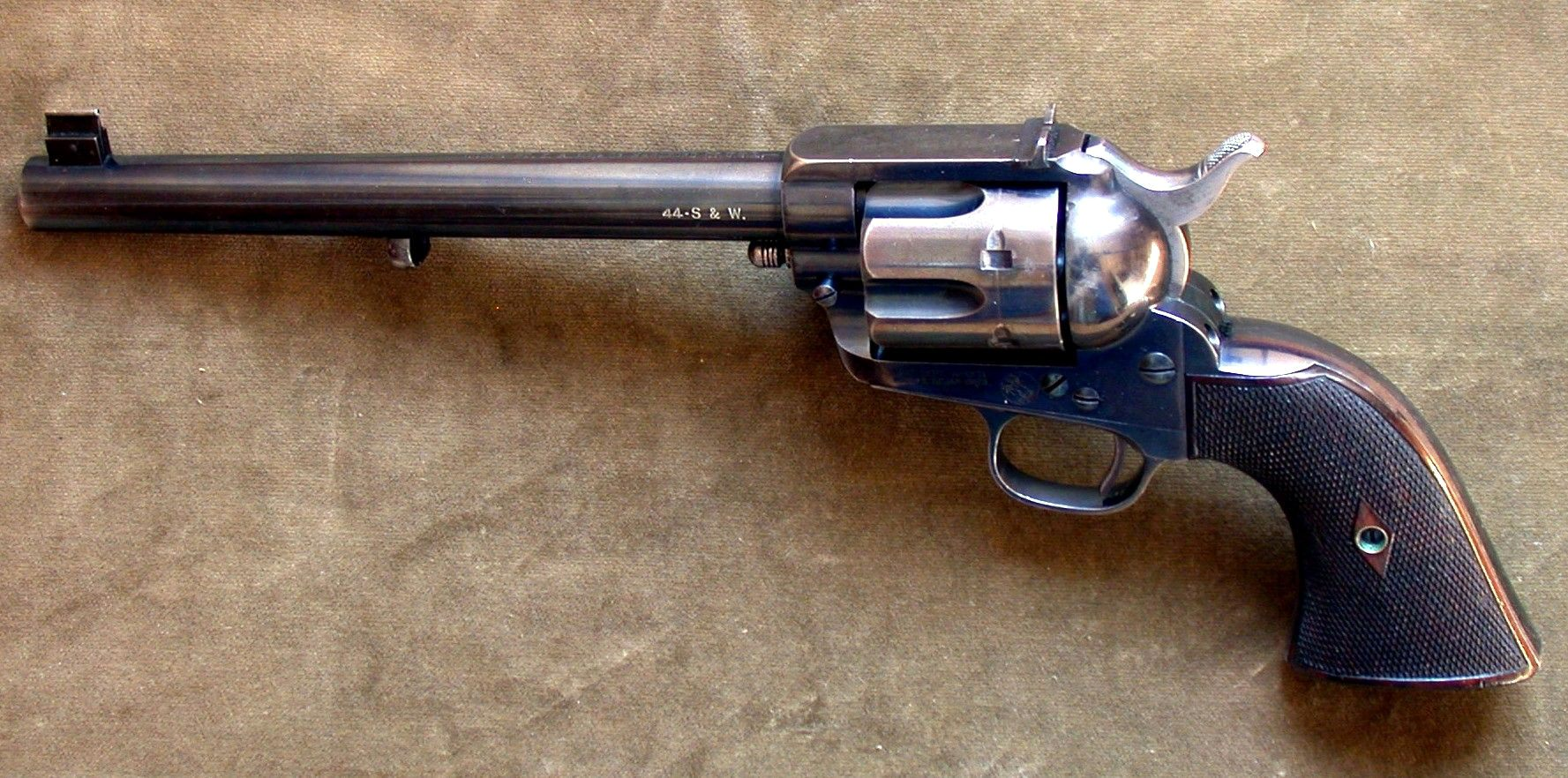
Colt SAA Flattop Target Sportrevolver, hergestellt 1894

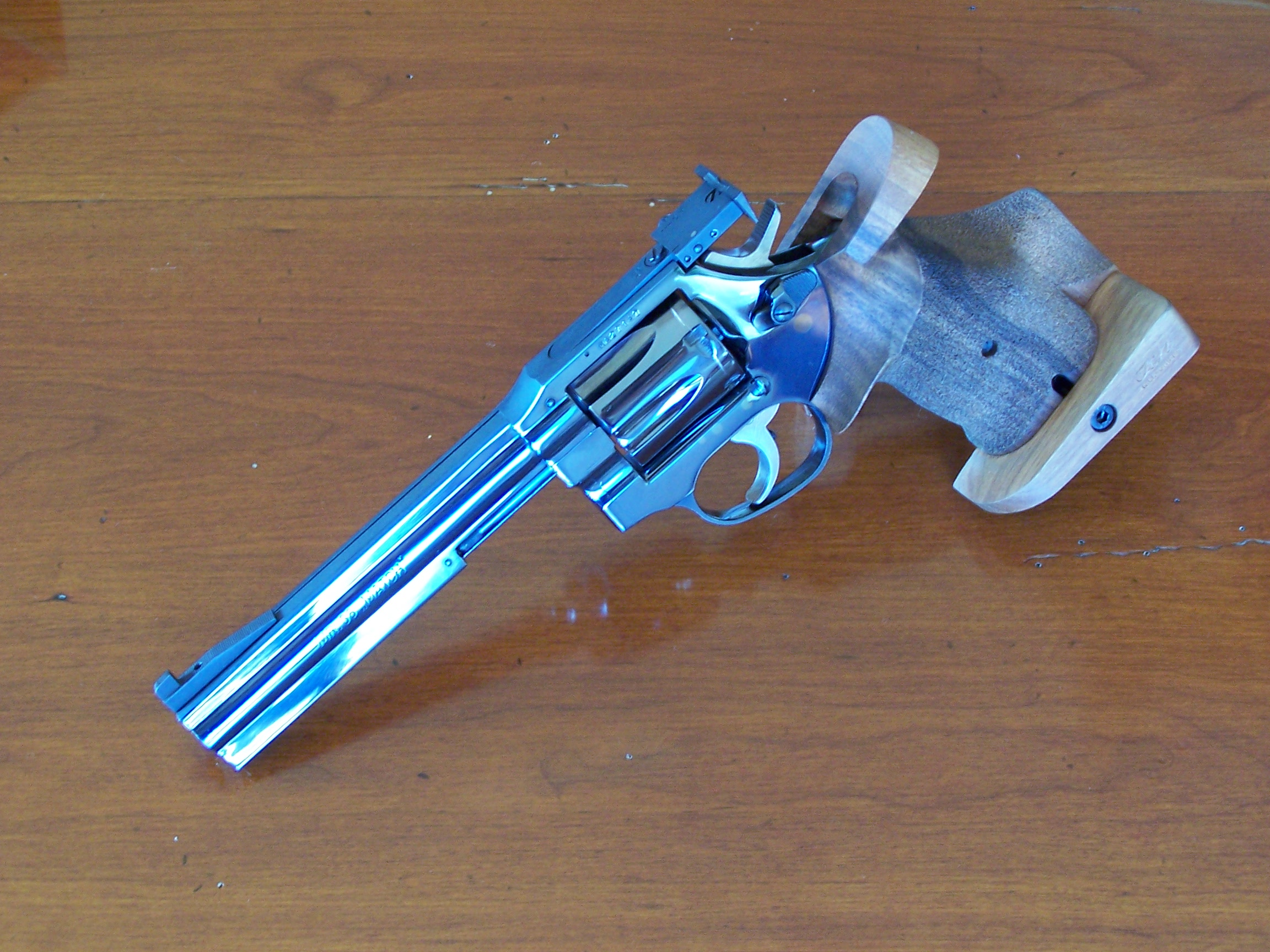
Sportrevolver MR 38 mit Nill-Formgriff und Match-Visierung

Nach dem Zweiten Weltkrieg begann sich die Selbstladepistole immer stärker gegenüber dem Revolver zu behaupten. So geriet die Firma Smith & Wesson in den 1980er- und 1990er-Jahren in eine Krise. Ausländischen Produzenten, wie zum Beispiel dem österreichischen Pistolenhersteller Glock, gelang es, in den heiß umkämpften Markt für die Ausrüstung der amerikanischen Polizei einzubrechen und lukrative Aufträge zu akquirieren. Dazu kamen Marketingfehler der Firmen. „Wir hatten keine Aufträge von staatlichen Behörden. Null. Wir hatten keinen Repräsentanten in Washington.“ sagte Michael Golden, Geschäftsführer bei Smith & Wesson, dazu 2006 in einem Interview. Neue staatliche Aufträge erhält Smith & Wesson aber auch vornehmlich im Bereich der Selbstladepistolen. Anderen Firmen erging es ähnlich schlecht, so musste auch die deutsche Firma ERMA schließen.
Nach 1945 wurden deutsche Polizisten oft mit Smith & Wesson-Revolvern aus amerikanischen Beständen ausgerüstet. In Deutschland stand man dem Revolver als Dienstwaffe jedoch meist skeptisch gegenüber. So schreibt die Polizei Bayern hierzu: „Für den polizeilichen Einzeldienst besser geeignete Handfeuerwaffen konnten erst zu Beginn der 1950er-Jahre beschafft werden. Zu Standardwaffen entwickelten sich damals die Pistolen Walther PP (Schutzpolizei) bzw. Walther PPK (Kriminalpolizei).“ Dabei gab es diese Pistolen nur in relativ schwachen Kalibern wie 7,65 mm Browning oder 9 mm kurz. Heute werden Revolver bei der deutschen Polizei meist nur von Kriminalbeamten geführt.
Aktuell bedeutende Hersteller neben den genannten sind in Nordamerika Ruger, in Südamerika Taurus und Rossi sowie in Frankreich Manurhin. In Deutschland sind die Firmen Weihrauch, Janz (beide Sport-, Jagd- und Verteidigungsrevolver) und Korth am Markt vertreten.

##### Sportrevolver
Als Sportwaffe hat die Sportpistole dem Revolver den Rang abgelaufen. Der Nachteil des Revolvers ist dabei die Notwendigkeit, zum Spannen des Hahns mit der unterstützenden Hand umgreifen zu müssen, was bei der Sportpistole entfällt. Deshalb gibt es bei verschiedenen Verbänden mittlerweile eigene Revolverdisziplinen.

## Technik moderner Revolver

### Abgrenzung zur Pistole
In der Fachliteratur gehen die Meinungen seit Langem auseinander, ob ein Revolver eine Unterart der Pistole oder eine technisch selbständige Faustfeuerwaffe ist. So benennt das deutsche Patentamt einen Revolver als eine revolverartige Pistole, das österreichische Waffenrecht setzt Pistole und Revolver als Kurzwaffen jedoch auf eine Stufe.
Während bei Bündelrevolvern Lauf und Kammer – genau wie bei Pistolen – eine Einheit bildeten, verfügen moderne, für Patronenmunition ausgelegte Revolver ausnahmslos über eine Trennung von Lauf und Kammer.
Unabhängig davon definiert sich ein Revolver darüber, dass der Patronenlagerblock über mehrere Kammern verfügt und drehbar ist. Mehrere Schüsse können nur abgegeben werden, wenn sich das Patronenlager schrittweise dreht, um jeweils eine geladene Kammer vor die Auslösevorrichtung (Schlagstück) zu bringen.
Diese Unterscheidung ist wichtig, da es in der Vergangenheit eine Vielzahl von Pistolen gab, die über zwei oder mehr Läufe mit Patronenlager verfügten. Hierzu gehörten zum Beispiel die Remington Zig-Zag hand gun, welche zumeist als Deringer eingestuft wird. Bei vielen dieser Waffen gab es zumeist für jeden Lauf eine eigene Auslösevorrichtung. Bei einigen Waffen gab es jedoch auch eine rotierende Auslösevorrichtung, zum Beispiel bei der 1881 von Charles Lancaster in London vorgestellten vierschüssigen Pistole, oder der vierläufigen Pistole von Tipping & Lawden. Diese sind keine Revolver.
In der Anwendung erfüllen Revolver und Pistole ebenfalls grundlegend andere Anforderungen. Während Revolver zwischen fünf und zehn Patronen aufnehmen und man mehrere Sekunden benötigt, um die Waffe nachzuladen, nehmen moderne Selbstladepistolen mit zweireihigen Magazinen 15 bis 20 Patronen, mit speziellen Magazinen sogar mehr als 30 Patronen auf. Gleichzeitig kann bei der Pistole während des Magazinwechsels eine Patrone im Patronenlager verbleiben, und der Magazinwechsel erfordert kaum mehr als eine Sekunde.
Um den Nachladevorgang bei Revolvern zu beschleunigen, bieten sich vor allem für typische Revolverpatronen mit Rand Speedloader (Schnelllader) an. Dabei wird in einer Vorrichtung eine vollständige Trommelfüllung mitgeführt, bei der die Patronen kreisförmig angeordnet sind und vorne aus dem Speedloader herausstehen. Dieser wird dann an der Trommel angesetzt und, meist durch Drücken eines Knopfes, die Verriegelung freigegeben. Die Patronen fallen dann gleichzeitig in die Trommel. Hiermit ist man nur wenig langsamer als beim Magazinwechsel.
Gegenüber der Selbstladepistole hat der Revolver weniger Einzelteile, ist also zumindest theoretisch weniger störungsanfällig. Außerdem ist die Funktion des Revolvers nicht von der Funktion der Patrone abhängig. Zündet eine Patrone nicht, kann der Abzug einfach erneut durchgezogen werden. Bei der Selbstladepistole muss der Schlitten manuell bewegt werden, um die nicht abgeschossene Patrone zu entfernen. Dazu kommen bei der Selbstladepistole mögliche Störungen bei der Munitionszufuhr und dem Hülsenauswurf. Dieses kann bei einem Revolver nicht auftreten, da die Funktion unabhängig vom durch die Munition erzeugten Rückstoß (siehe Rückstoßlader) oder Gasdruck (siehe Gasdrucklader) ist. Außerdem werden bei Revolvern die Patronenhülsen nicht ausgeworfen und verbleiben somit nicht am Ort der Schussabgabe.
Revolver mit einem im Rahmen liegenden Hahn (fälschlich auch oft hahnlose Revolver genannt) können zudem sogar aus der Manteltasche geschossen werden. Hier kann sich der Hahn nicht in der Kleidung verfangen. Dieses kann bei Revolvern mit Hahn zu einer Störung führen. Bei der Selbstladepistole wird schon beim ersten Schuss der Rücklauf des Schlittens behindert, was nicht nur sicher zu einer Störung führt, der Schütze kann sich hier auch leicht verletzen. Konstruktionsbedingt handelt es sich ausnahmslos um Waffen mit Double-Action-Abzug. Da diese Revolver in der Regel eine geringe Baugröße haben, werden sie auch Taschenrevolver genannt.

### Munition

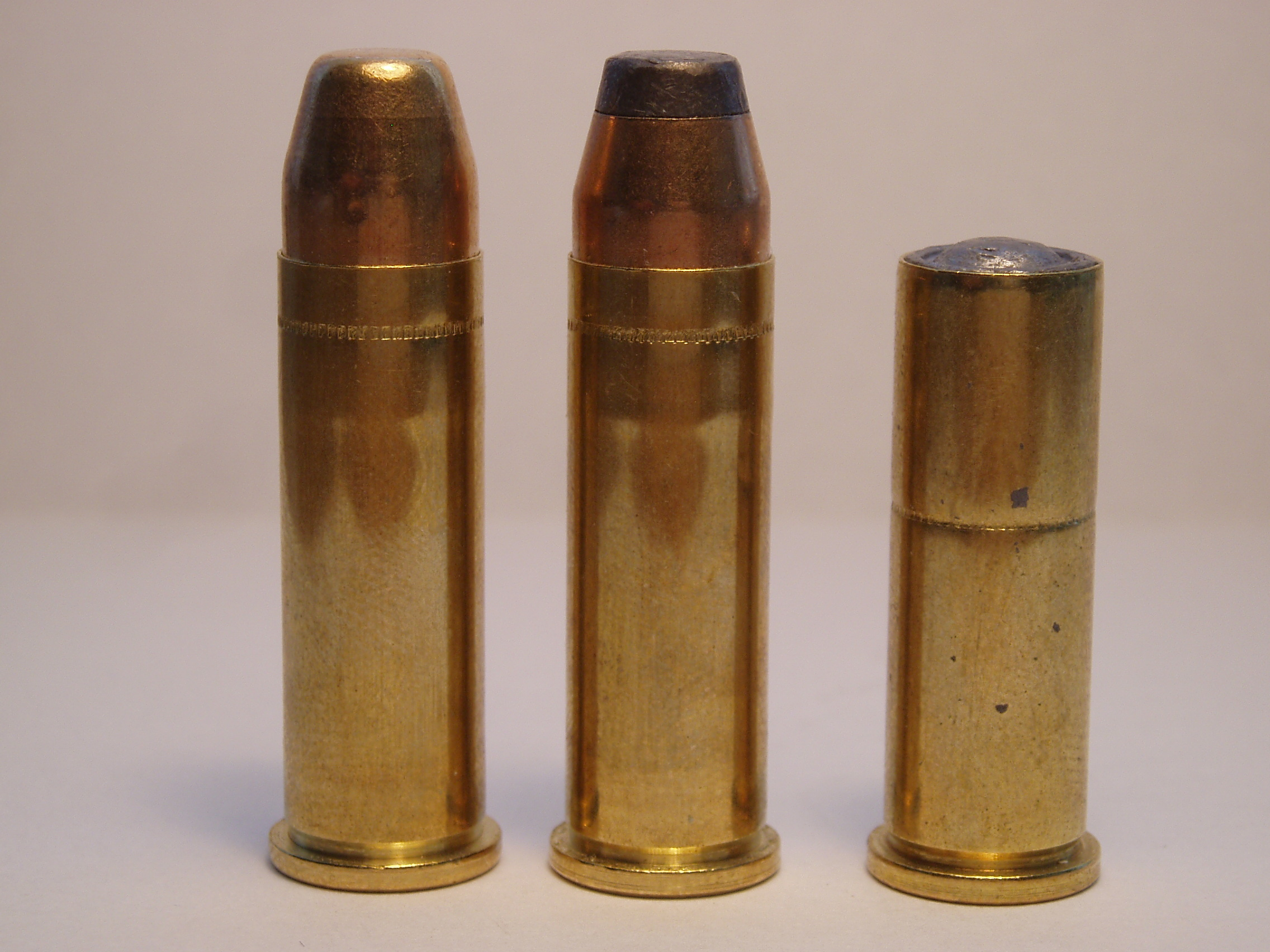
Drei Patronen im Kaliber .38 Special. Neben den unterschiedlichen Geschossen (Vollmantel, Teilmantel, Wadcutter) beachte man den Rand am Boden der Patronen.

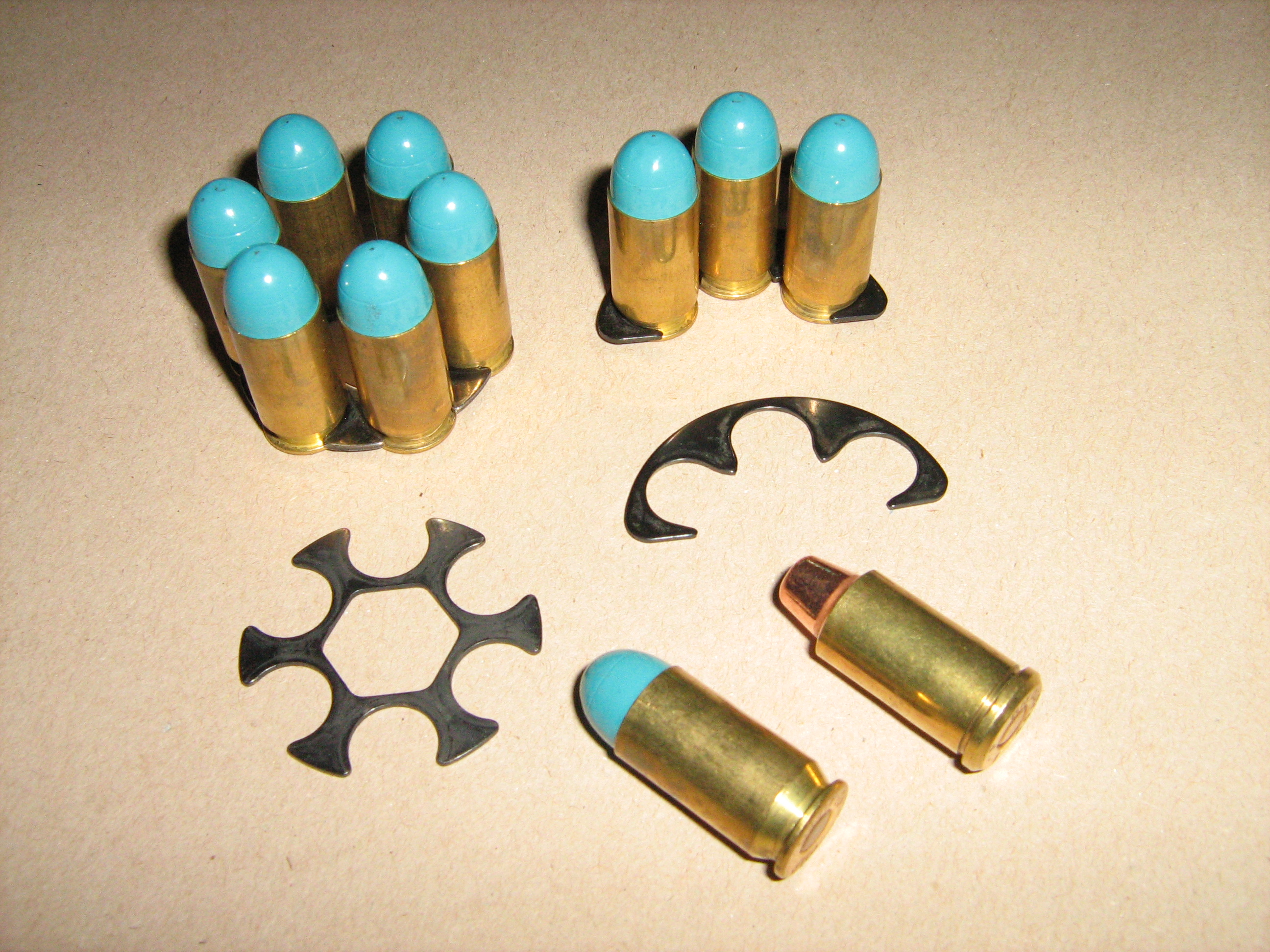
Voll- und Halbmondclips im Kaliber .45 ACP; vorn Patronen in .45 ACP und .45 Auto Rim im Vergleich

Die meisten modernen Revolver nutzen Zentralfeuerpatronen. Lediglich beim Kleinkaliber werden Randfeuerpatronen genutzt. Während bei den erstgenannten Patronen der Bodenrand massiv ausgelegt ist und das Zündhütchen mittig im Boden eingesetzt ist, befindet sich bei den Randfeuerpatronen die Zündmasse im hohlen Rand. Für Revolver werden Patronen mit Rand bevorzugt, da der Rand verhindert, dass die Patronen in der Trommel nach vorn durchrutschen.
Typische Pistolenpatronen hingegen sind oft reine Zylinder, die über dem Boden lediglich eine umlaufende Auszieherrille für den bei Pistolen gebräuchlichen Auszieher haben. Die Auszieherrille kann genutzt werden, wenn randlose Patronen in Revolver geladen werden sollen. Die Patronen werden in sogenannte Clips eingesetzt. Dieses sind meist Metallscheiben für sechs oder Halbmondclips genannte halbrunde Scheiben für drei Patronen. Diese verfügen über Öffnungen, in welche die Patronen so eingesetzt werden, dass sie von den Clips in der Auszieherrille gehalten werden. Der Clip wird dann komplett in die Trommel eingesetzt. Gleichzeitig beschleunigen diese Clips den Nachladevorgang, da mit einem Griff mehrere Patronen in die Trommel eingeführt werden können. Für einige zylindrische Patronen, welche sogenannte Hülsenmundanlieger sind, gibt es auch passende Trommeln, bei denen man ohne Clip auskommt. Hierbei gibt es im Patronenlager eine Stufe. Der Bereich zum Lauf hin ist enger. Wenn die Patrone in das Patronenlager eingelegt wird, liegt der vordere Rand der Hülse (Hülsenmund) an dieser Stufe an und hält die Patrone in Position.
Die meisten Patronen für Revolver beruhen auf Munition, die ursprünglich für Schwarzpulver ausgelegt war. Dadurch ist das Hülsenvolumen oft deutlich größer als für Nitrozellulosepulver eigentlich nötig, was dazu führen kann, dass wiedergeladene Patronen mit doppelter Treibladung gefüllt werden können, ohne dass dies bemerkt wird, was durch eine zu starke Treibladung zu einer Beschädigung oder Zerstörung der Waffe (Waffensprengung) führen kann.
Schon oft gab es Bestrebungen, mit Waffen Maximalleistungen hervorzubringen. Da die Energie der Ladung keinen Einfluss auf die Waffenfunktion hat, konnten mit Revolvern hier andere Experimente durchgeführt werden als mit Selbstladepistolen. Nachdem es bereits 1935 das Kaliber .357 Magnum gab, wurde 1955 die .44 Magnum vorgestellt. Es folgte 1957 die Patrone .454 Casull. Nach verschiedenen anderen starken Kalibern gab es 1997 den derzeit stärksten Revolver. Der GTG Kodiak verschießt die für die Elefantenjagd vorgesehene Großwildpatrone .600 Nitro Express mit einer Energie von über 6.000 Joule.
| Kaliber            | Waffe, Lauflänge       | Geschoss | Energie   |
| ------------------ | ---------------------- | -------- | --------- |
| .32 H&R Magnum     | Ruger SP101, 3″        | 85 grs   | 309 J     |
| .357 Magnum        | Colt Trooper, 6″       | 125 grs  | 845 J     |
| .357 Maximum       | Dan Wesson, 8″         | 158 grs  | 1.583 J   |
| .44 Magnum         | Taurus M44, 6,5″       | 300 grs  | 1.764 J   |
| .454 Casull        | Freedom Arms,10″       | 340 grs  | 3.212 J   |
| .45-70 Government  | Century Arms, 12″      | 350 grs  | 3.042 J   |
| .500 Magnum        | Smith & Wesson, 8 3/8″ | diverse  | > 3.000 J |
| .600 Nitro Express | GTG Kodiak, 10″        | 900 grs  | 6.010 J   |

### Bauteile und Funktionen

#### Rahmen
Der Rahmen hat mehrere Funktionen. Zum einen dient er als Griffstück bzw. als Träger für die aufgesetzten Griffschalen. Damit bildet er auch das Gehäuse für die mechanischen Funktionsteile des Revolvers. Zum anderen dient er als verbindendes Element für Lauf und Trommel. Der Abzugsbügel dient als Schutzelement für den Abzug.

#### Abzugsgruppe
Die meisten Revolver verfügen über eine komplette Abzugsgruppe, die für den Transport der Trommel, die Arretierung der Trommel in Schussposition, die Funktion des Hahns und die Sicherung gegen eine unbeabsichtigte Schussauslösung zuständig ist. Das einzige hiervon sichtbare Teil ist das Abzugszüngel, welches der Schütze mit dem Finger bedient.
Nur sehr wenige Revolver verfügen über eine manuelle Sicherung. Diese befindet sich meist hinter dem Hahn oder auf der linken Rahmenseite. Dabei blockiert die Sicherung die Bewegung von Abzug und Hahn.

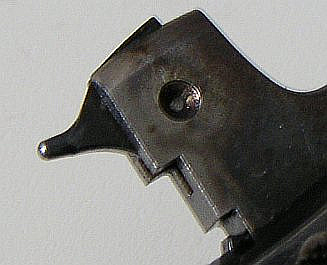
Hahn mit integriertem Zündstift

Der Hahn wird durch eine Schrauben- oder Blattfeder nach vorne in Richtung Patronenboden gedrückt. In seiner hinteren Stellung wird er durch eine Rast des Abzugsblocks fixiert.
Bei Revolvern mit im Hahn integriertem Zündstift, welche also auf einen Schlagbolzen verzichten, findet als interne Sicherung (Fallsicherung) oft der sogenannte Riegelblock Verwendung. Der Riegelblock liegt dabei so vor dem Hahn, dass der Zündstift nicht durch die Öffnung im Rahmen zum Patronenboden mit dem Zündhütchen vordringen kann. Erst wenn der Abzug vollständig durchgezogen wird, bewegt sich der Riegelblock aus dieser Position weg. Diese Technik wird oft bei Smith & Wesson-Revolvern angewendet.
Bei Revolvern mit Schlagbolzen befindet sich vor dem Hahn ein sogenannter Transferstollen. Nur wenn dieser zwischen Hahn und Schlagbolzen geschoben wird, kann der Hahn beim Vorschnellen seine Energie auf den Schlagbolzen übertragen. Dieses geschieht erst, wenn der Abzug vollständig durchgezogen wird. Bekannte Vertreter dieser Sicherung sind Ruger-Revolver.
Bei einigen Revolvern, wie dem Manurhin MR .32 Match Convertible, besteht die Möglichkeit eines Wechsels zwischen Randfeuer- und Zentralfeuerpatronen. Aus diesem Grund sitzt der Zündstift außermittig in einem drehbaren Stoßboden. Je nachdem wie dieser Stoßboden eingestellt wird, trifft dann der Zündstift den Rand der Kleinkaliberpatrone oder die Mitte der Zentralfeuerpatrone.

#### Trommel

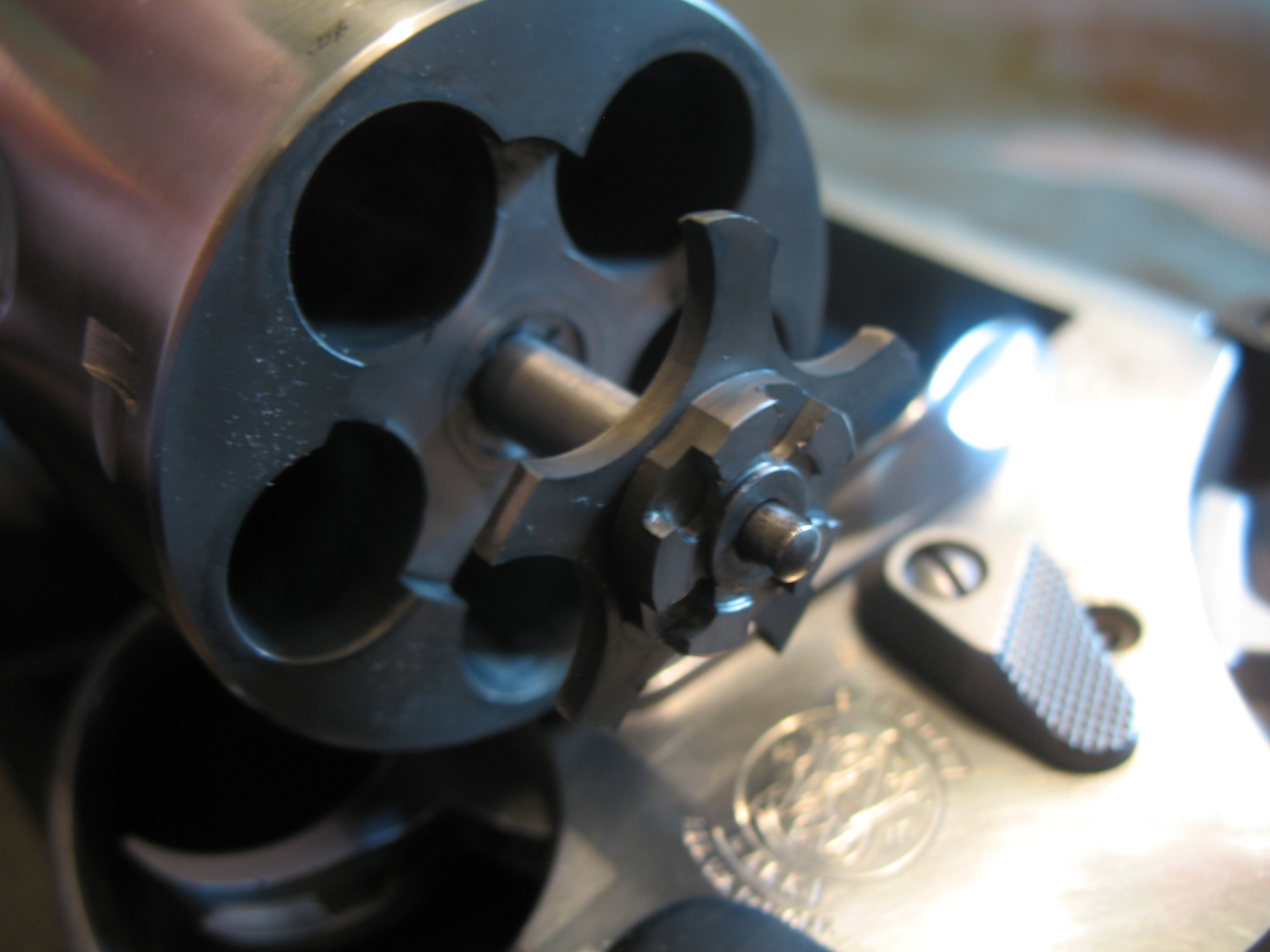
S&W Model 500: Deutlich sind fünf Trommelbohrungen und die Ausstoßerachse mit dem Ausstoßerkranz und dem herausragenden Zentralstift zu erkennen. Rechts im Bild der Daumenschieber.

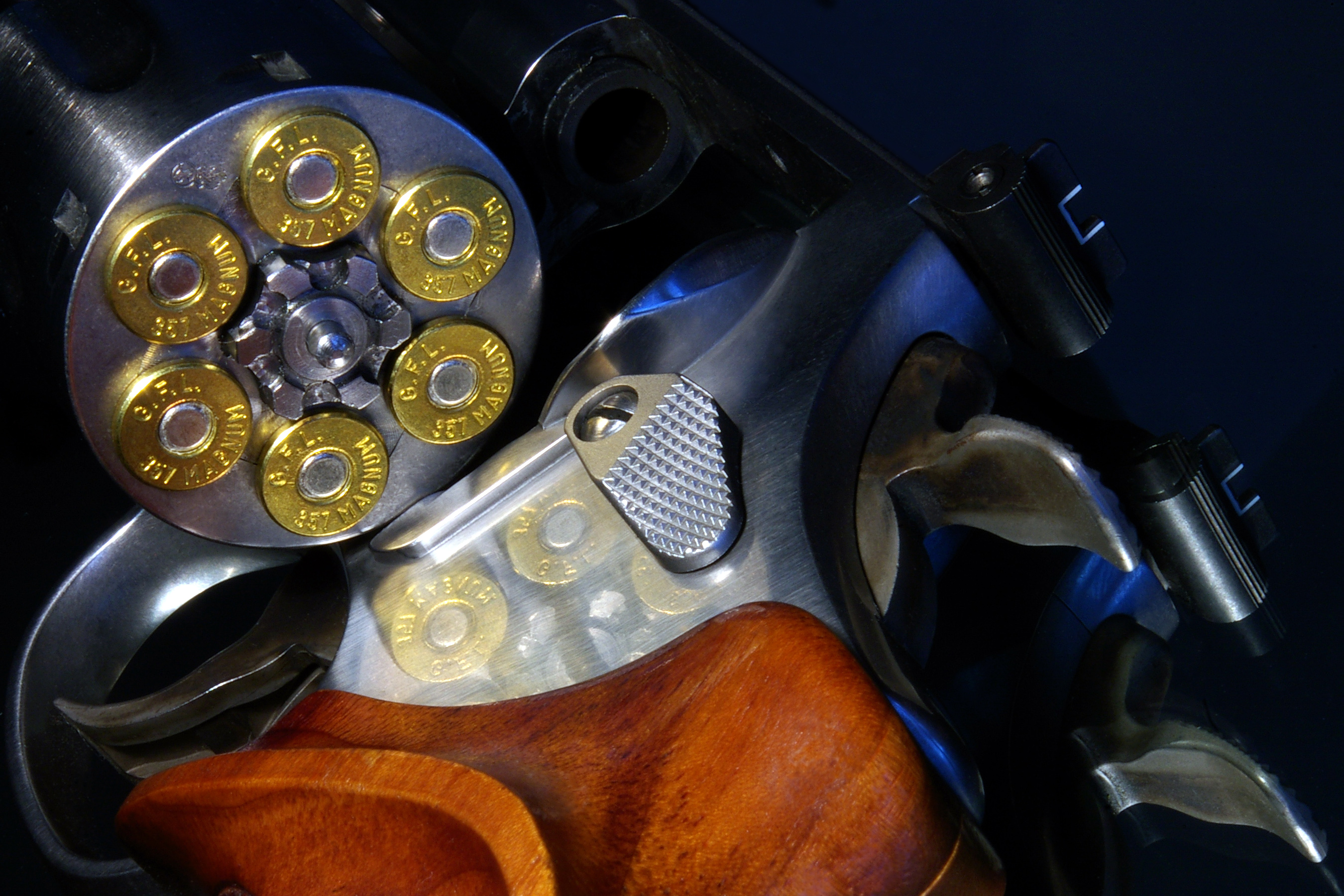
S&W 686 Target Champion DL

Bei der Trommel oder Walze handelt es sich um einen zylindrischen, um seine zentrale Achse rotierenden Körper, der an seiner Peripherie meist zwischen fünf und zehn Bohrungen, die Patronenlager, enthält.

Das hintere Ende der Trommel ist so bearbeitet, dass die Patronenränder oder Clips (bei Verwendung von randloser Munition) im Verhältnis zum Auflager im Rahmen genau positioniert sind, um Fehlzündungen oder Klemmen zu vermeiden. In der Mitte der Trommel befindet sich eine weitere Bohrung, welche die Trommelachse aufnimmt. Bei Revolvern mit zentralem Ausstoßer liegen die Ausstoßerstange und die Rückholfeder in der Trommelachse. Am hinteren Ende der Ausstoßerstange findet sich der Ausstoßerkranz, der unter die Patronenränder fasst. Drückt man die vorne herausragende Achse nach hinten, so werden die Hülsen, aber auch die nicht abgeschossenen Patronen, nach hinten ausgestoßen. Die Achse selbst ist mit dem Trommelkran fest verbunden, dieser bildet die Verbindung zum Rahmen und ermöglicht das seitliche Ausschwenken der Trommel. Revolvertrommeln verfügen zur Gewichtsreduzierung oft über Kannelierungen an der Außenseite. Diese lassen den Revolver dann auch optisch weniger massig erscheinen. Bei einigen Revolvern lassen sich zudem die Trommeln tauschen. So können unterschiedlich geformte Patronen mit gleichem Geschossdurchmesser aus einer Waffe verschossen werden. 

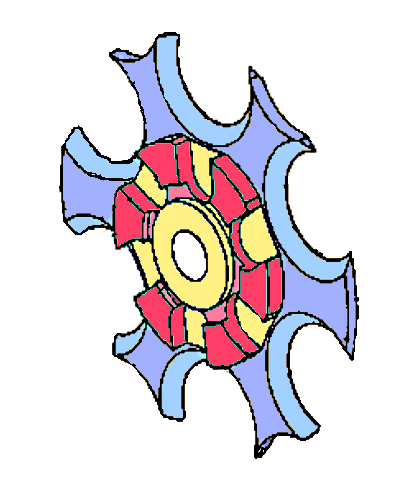
Ausstoßerkranz (dargestellt ohne Achse). Der innere Teil (gelb) ist mit den Nocken (rot) für die Drehung der Trommel zuständig. Auf dem äußeren Bereich (blau) liegen die Bodenränder der Patronen auf (Berührungsbereich: hellblau).

##### Trommeltransport

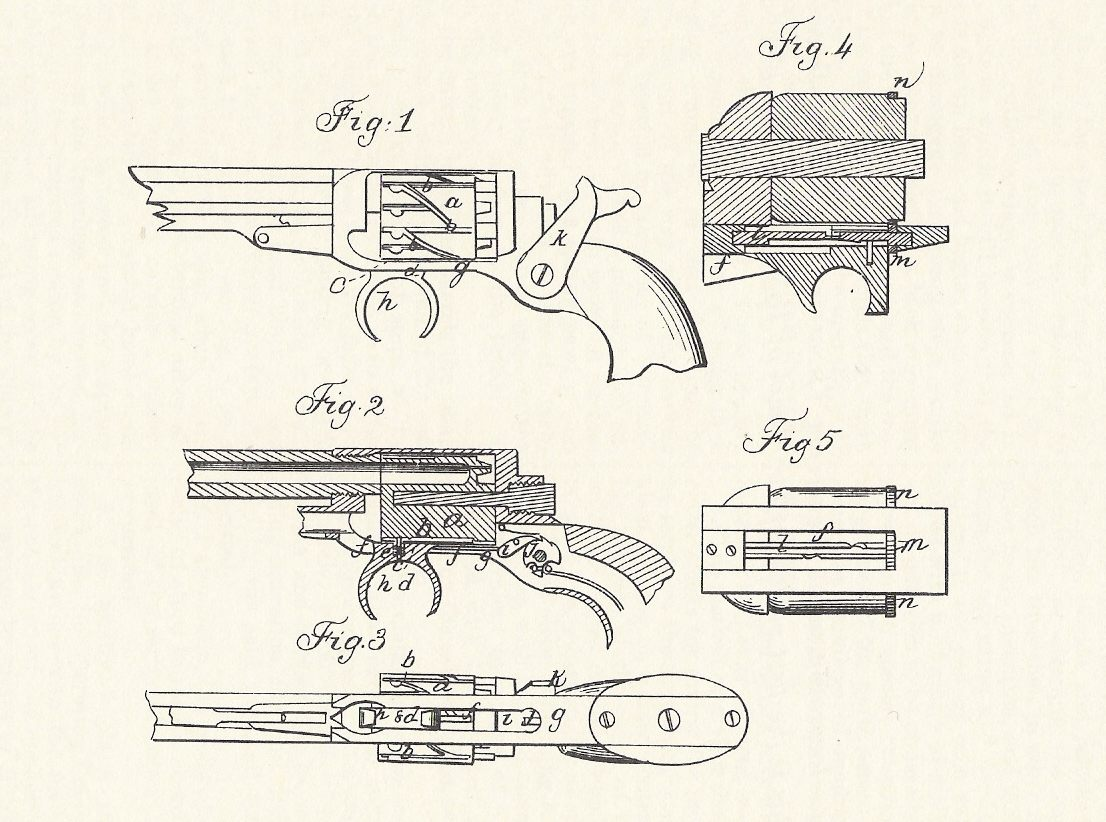
E.K. Roots Patent 1855 für Trommeltransport

Wird der Hahn zurückgezogen, wird die Trommel um ein Patronenlager weiter gedreht. Hierzu befindet sich neben dem Hahn im Rahmen eine Klinke. Diese geht in der Bewegung nach vorne, Richtung Trommel, und dann nach oben. Dabei greift sie in den inneren Bereich des Ausstoßerkranzes. Hier gibt es genauso viele Nocken wie Patronenlager. Durch die Aufwärtsbewegung drückt sie gegen einen der Nocken und bringt die Trommel in eine Drehbewegung.
Eine andere Art des Trommeltransportes konnte sich bei Faustfeuerwaffen nicht durchsetzen. Hier greift ein mit dem Abzug verbundener Bolzen in als Leitkurven dienende zick-zack-förmige Nuten auf der Außenseite der Trommel ein und dreht diese weiter. Das von E. K. Root – einem leitenden Ingenieur der Firma Colt – entwickelte Prinzip wurde beim Mauser-Revolver Modell 1878 und in etwas anderer Form beim halbautomatischen Webley-Fosbery-Revolver eingesetzt.
Die Drehrichtung der Trommel ist dabei nicht einheitlich, sondern hersteller-/modellabhängig; es gibt sowohl die Drehung im Uhrzeigersinn als auch gegen diesen.

##### Trommelarretierung
Die Trommelarretierung stoppt die Drehung der Trommel und fixiert sie in Schussposition. Wird der Hahn zurückgezogen, wird ein unter der Trommel aus dem Rahmen herausstehender Arretierungsbolzen nach unten gezwungen. Ist der Hahn ein Stück zurückgezogen und wird die Trommel bereits in eine neue Position bewegt, wird der Bolzen freigegeben und springt wieder nach oben. Dann gleitet er ein Stück über die Außenseite der Trommel und greift schließlich in eine auf der Außenseite der Trommel befindliche Ausfräsung ein. Nun kann sich die Trommel nicht weiter bewegen und das Patronenlager liegt exakt vor dem Lauf. Die Trommeln haben in der Regel eine T-förmige Ausfräsung. Ein Ast ist dabei abgeschrägt. Hier gleitet der Arretierungsbolzen in die Ausfräsung. Dieses soll verhindern, dass der Bolzen die Ausfräsung überspringt. Gleichzeitig zeigt diese Abschrägung die Drehrichtung der Trommel an.

##### Trommelentriegelung
Zum Ausschwenken der Trommel gibt es bei den meisten modernen Revolvern auf der linken Rahmenseite ein auch als Daumenschieber bezeichnetes Bedienteil. Wird der Daumenschieber betätigt – bei den Smith & Wesson-Revolvern wird er nach vorne gedrückt – so bewegt sich innerhalb des Rahmens ein Stift parallel dazu nach vorne. Dieser drückt gegen den Zentralstift in der Trommelachse und schiebt ihn aus der Aufnahme im Rahmen heraus. Gleichzeitig löst der Zentralstift die unter dem Lauf angebrachte Verriegelung am vorderen Ende der Ausstoßerstange, die Trommel kann nun ausgeschwenkt werden. Wird der Daumenschieber losgelassen oder die Trommel wieder eingeschwenkt, drückt eine Feder im Trommelkran die Trommelachse mit ihrer Spitze wieder in den Rahmen hinein. Bei den von Colt seit 1889 hergestellten Revolvern mit Ausschwenktrommel muss der Daumenschieber nach hinten gezogen werden.
Einige Revolver, bei Smith & Wesson Triple-Lock (Dreifachschloss) genannt, verfügen zudem über einen Trommelkranverschluss. Hierbei greift zusätzlich eine Klinke am Trommelkran in den Rahmen. Dadurch wird die Trommel an drei Stellen verriegelt: vorne an der Ausstoßerstange mit der am Lauf angebrachten Verriegelungselement, hinten im Rahmen und zusätzlich am Kran, wo Lauf und Kran bei geschlossenem Revolver zusammentreffen.
Bei Kipplaufrevolvern wird der vordere Rahmenteil mit der Trommel abgekippt. Die Trommel kann dann von schräg oben nachgeladen werden. Es gibt auch einige Revolver, bei denen der Lauf nach oben klappt, hierzu gehören unter anderem frühe Revolver von Mauser und der ab 1861 hergestellte Smith & Wesson No. 2 Army.

##### Trommelspalt

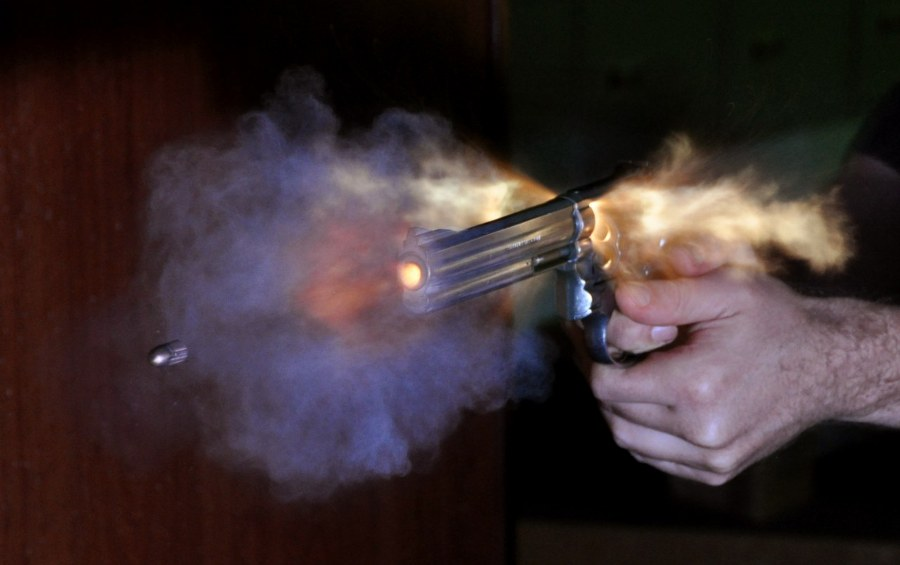
Treibgase entweichen durch den Trommelspalt.

Im Gegensatz zu Selbstladepistolen sind bei Revolvern Patronenlager und Lauf getrennt, was konstruktiv zu einem Spalt zwischen beiden Bauteilen führt, aus dem bei der Schussabgabe Treibgase entweichen. Dieses führt zu einem geringeren Druck im Lauf und damit zu einer verminderten Geschossgeschwindigkeit im Vergleich zu einer ansonsten gleich aufgebauten Pistole. Dabei ist zu beachten, dass bei einer Selbstladepistole – vor allem bei Gasdruckladern – Energie aus dem Gasdruck für die Nachladefunktion entzogen wird, bevor das Geschoss den Lauf verlässt.
Die Breite des Trommelspalts variiert je nach Hersteller zwischen wenigen hundertstel und mehreren zehntel Millimetern. Die austretenden Gase entweichen am Rahmen vorbei nach rechts und links und behindern so auch gegebenenfalls neben dem Schützen stehende Personen, was vor allem bei Sportveranstaltungen zu beachten ist.
Aus diesem Grund sind auch Schalldämpfer bei Revolvern weniger effektiv. Lediglich die Firma Manurhin hatte für die französische Polizei eine Waffe im Programm, bei der auch Rahmen und Trommel zur Lautstärkereduzierung ummantelt waren.
Bei einigen Konstruktionen wird der Trommelspalt vor dem Schuss verschlossen (sogenannte gasdichte Revolver). Dabei wird die Trommel, während der Hahn gespannt wird, nach vorne gedrückt und die Trommelbohrung stülpt sich über den Laufansatz. Ein Vertreter dieser Modelle ist der Nagant M1895.

#### Lauf
Der Lauf ist vorne in den Rahmen eingesetzt. Meist wird er eingeschraubt und zusätzlich durch Stifte fixiert. Es gibt jedoch auch Revolver, bei denen die Läufe gewechselt werden können. Mit dem kurzen Lauf können sie zum Selbstschutz, mit dem längeren zum sportlichen Schießen verwendet werden. Der bekannteste Hersteller ist Dan Wesson, in Deutschland stellte Korth solche Revolver her.
An dem der Trommel zugewandten Ende des Laufs befindet sich der Übergangskonus. Dieser ermöglicht es dem Geschoss, leicht in den Lauf einzudringen, auch wenn die Achsen von Lauf und Trommelbohrung nicht vollständig übereinstimmen. Der Winkel beträgt hier meist zwischen sechs und fünfzehn Grad. Das Geschoss erreicht dann das Laufinnenprofil. Meist in Form von Feldern und Zügen ausgelegt, versetzt es das Geschoss in eine stabilisierende Drehung.
In der Nähe der Laufmündung befindet sich das Korn, welches einen Teil der Visierung bildet.
Viele Revolver besitzen zudem parallel zum Lauf eine Buchse, in der die Ausstoßerstange der Trommel ruht. Oft wird diese Buchse bis zur Mündung verlängert, um den Revolver vorne mit zusätzlichem Gewicht zu versehen, was die Waffe kopflastiger macht und vor allem beim sportlichen Schießen gewünscht ist.

#### Schussauslösung

##### Single-Action Revolver
Um einen Schuss abzugeben, muss der Hahn von Hand gespannt werden. Zieht man diesen zurück, so greift eine darauf angebrachte Klinke in den Zahnkranz an der Hinterseite der Trommel und dreht diese, bis sie in Schussposition durch die Trommel-Arretierung blockiert wird. Die Waffe ist schussbereit.
Den Single-Action-Revolvern (Hahnspanner) liegt das aus dem Jahr 1835 stammende Patent von Samuel Colt zugrunde. Dieses System ist jedoch mit dem schon um 1680 von John Dafte (London) gebauten Revolverkarabiner mit Schnapphahnschloss eng verwandt.

##### Double-Action Revolver
Zur Abgabe eines Schusses wird der Abzug nach hinten gezogen. Dies bewirkt das Drehen und Blockieren der Trommel, das Spannen des Hahns und das Auslösen des Schusses.
Um einen präzisen Schuss abzugeben, kann der Hahn von Hand gespannt werden.
Bei modernen Revolvern, bei Colt ab 1905 (Positive Lock, G. H. Tansley, US-Patent No. 793602, vom 4. Juli 1905) wird der Hahn bei nicht durchgezogenem Abzug durch den Riegelblock daran gehindert, auf die Patrone aufzuschlagen. Damit wird verhütet, dass sich beim Herunterfallen der Waffe ein Schuss lösen kann. Erst in der letzten Phase der Abzugsbewegung wird der Riegelblock außer Funktion gesetzt und der Hahn freigegeben. Von der Feder nach vorne getrieben, fällt er auf die Patrone und der Zündstift zündet diese. Alternativ wird bei Modellen mit Schlagbolzen der Transferstollen vor den Hahn geführt und von diesem getroffen, so dass die Bewegung auf den Schlagbolzen übertragen wird, der dann auf das Zündhütchen schlägt.
Das deutsche Waffengesetz beschreibt Double-Action-Revolver (Selbstspanner, Abzugsspanner) wie folgt: [Es] wird bei Betätigung des Abzuges durch den Schützen die Trommel weitergedreht, so dass das nächste Lager mit einer neuen Patrone vor den Lauf und den Schlagbolzen zu liegen kommt, und gleichzeitig die Feder gespannt. Beim weiteren Durchziehen des Abzuges schnellt der Hahn nach vorn und löst den Schuss aus. Double-Action-Revolver sind gemäß dem deutschen Waffengesetz keine halbautomatischen Schusswaffen.

##### Double-Action-Only

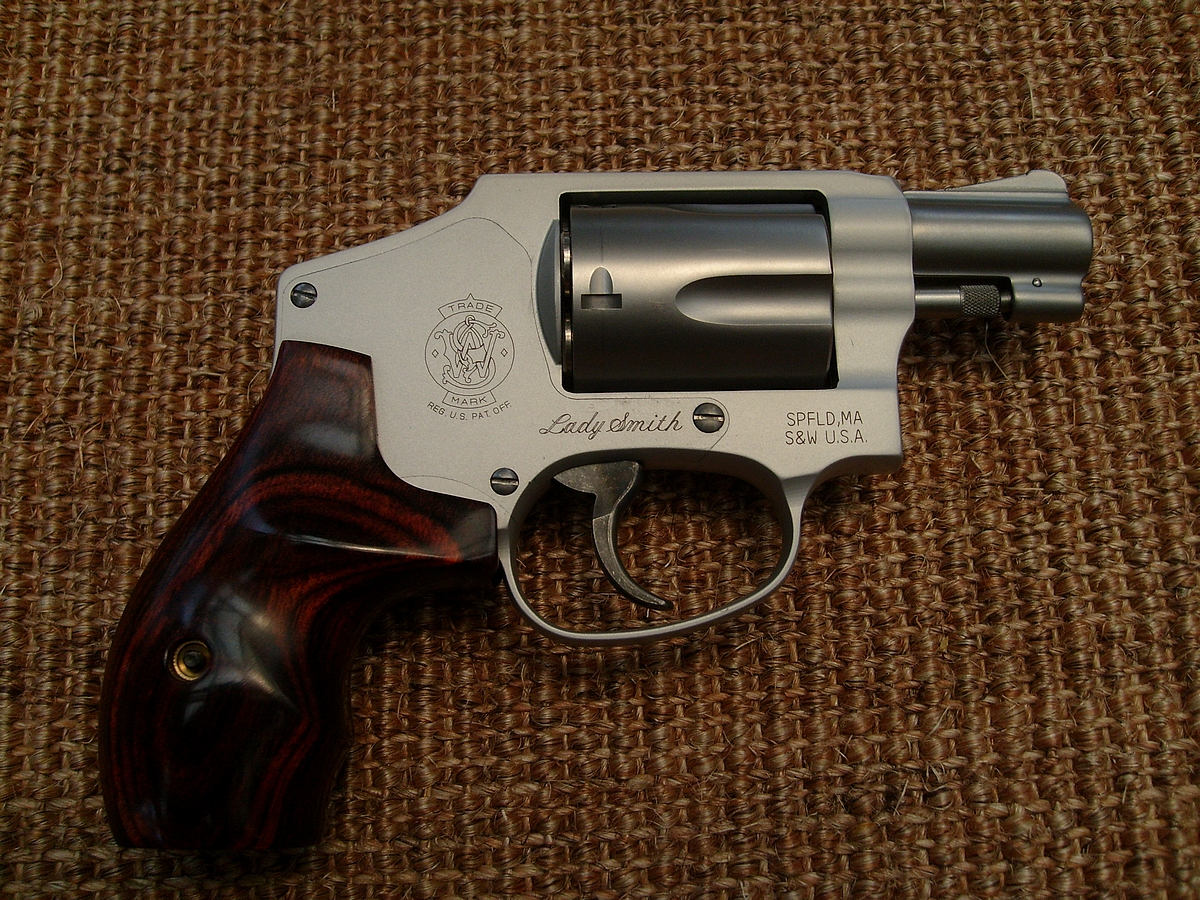
Smith & Wesson Model 642 Ladysmith in .38 Special

Die Firma Smith & Wesson stellte mit den Modellen Bodyguard Revolver mit verdecktem Hammer her, der sich nicht in der Tasche verfangen konnte, jedoch so weit herausragte, dass er gespannt werden konnte. Beim später hergestellten Model 642 Ladysmith mit Handballensicherung ist der Hahn vollständig verdeckt, diese Revolver können problemlos in der Kleidung getragen und gezogen werden, ohne sich zu verfangen. Eine versehentliche Schussauslösung ist nicht möglich. Solche Double-Action-Only-Revolver sind deshalb als Dienstwaffen für Zivil-Polizeibeamte geeignet. Bündelrevolver mit einem Double-Action-Only Zündmechanismus waren bereits Anfang des 19. Jahrhunderts üblich.

##### Selbstladerevolver

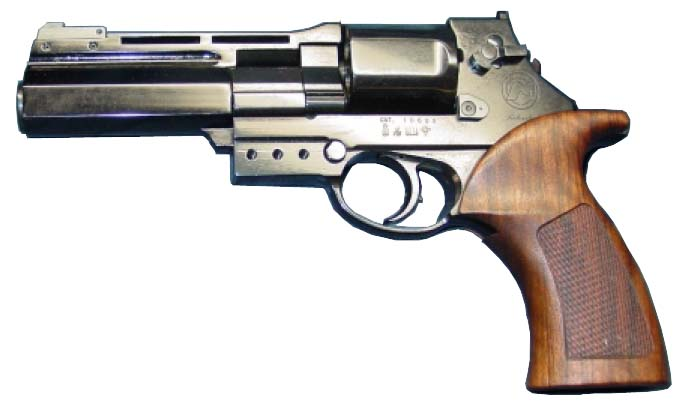
Mateba Model 6 Unica. Der Lauf liegt weit unten. Der gesamte Rahmenteil über dem Abzug bewegt sich im Schuss.

Der erste vorgestellte Selbstladerevolver, ein Rückstoßlader, war der Webley-Fosbery 1901. Die Konstruktion und das Design der Waffe orientierte sich in einigen Punkten am Ordonnanzrevolver Webley Nr.1 Mk.4. Technisch war sie jedoch gänzlich anders aufgebaut. Zwar handelt es sich um eine Kipplaufwaffe, der Rahmen ist jedoch ein weiteres Mal geteilt. Der untere Teil besteht aus dem Griff, dem Abzugsmechanismus und der Führung für das obere, bewegliche Rahmenteil. Dieses besteht aus dem Schlitten, der hinten den Hahn und vorne den angelenkten Lauf mit der Trommel trägt.
Vor dem ersten Schuss muss der Hahn gespannt werden. Wird ein Schuss abgefeuert, so bewirkt der Rückstoß, dass der bewegliche Teil der Waffe zurück und durch Federkraft wieder nach vorne läuft. Ein aus dem Griffstück herausragender Bolzen, der in die als Leitkurven dienenden zick-zack-förmigen Nuten auf der Außenseite der Trommel greift, dreht dabei die Trommel. Gleichzeitig wird der Hahn gespannt und die Waffe ist feuerbereit. Ein Unterbrecher verhindert Dauerfeuer. Die Waffe hat im Vergleich zu anderen Revolvern jedoch viele Teile, ihre Herstellung ist aufwändig und sie hat, neben einem leichtgängigen Abzug, keine weiteren Vorteile gegenüber Double-Action-Revolvern. Nachteilig kann sich der offene Mechanismus bei Verschmutzung auswirken. So wurde die Produktion bereits 1914 wieder eingestellt.
Der modernste Selbstladerevolver ist der 1997 vorgestellte italienische Mateba Model 6 Unica, auch er ein Rückstoßlader. Die Besonderheit an der Waffe ist der auf Höhe der unteren Kammer liegende Lauf. Dadurch wirkt der Rückstoß sehr geradlinig in die Hand des Schützen und beugt einem Hochschlagen der Waffe vor. Die Läufe sind gegen solche in anderen Kalibern und anderer Länge austauschbar. Um hier weniger Einstellungen an der Visierung vornehmen zu müssen, ist die Kimme fest, und das auf dem jeweiligen Lauf befindliche Korn voll verstellbar ausgelegt.

## Andere Waffen nach dem Revolver-Prinzip

### Signal- und Schreckschussrevolver
Schreckschuss- und Reizstoffrevolver dienen der Selbstverteidigung, der Signalgebung im Sport oder auch als Theaterwaffen. Signalrevolver zum Verschießen von Signal- und Leuchtpatronen dienen zur Verständigung oder als Notsignal unter anderem in der Schifffahrt, Luftfahrt und bei Gebirgswanderungen.
In Deutschland dürfen sie nur mit einem kleinen Waffenschein im öffentlichen Raum geführt werden.
Bei ihnen wird mit Kartuschenmunition geschossen. Signalsterne und ähnliche Signalmittel werden dabei, außer bei reinen Signalwaffen, über Mündungsaufsätze gestartet.

### Revolvergewehr
Einen ersten Revolverkarabiner gab es schon um 1680 von John Dafte.

Auch Samuel Colt stellte zwischen 1837 und 1841 in Paterson (New Jersey) und ab 1855 in seiner Fabrik in Hartford (Connecticut), Revolvergewehre her. Trotz der mit diesen Waffen möglichen schnellen Schussfolge waren sie nicht beliebt, da bei Mehrfachzündungen in der Trommel Verletzungsgefahr bestand.

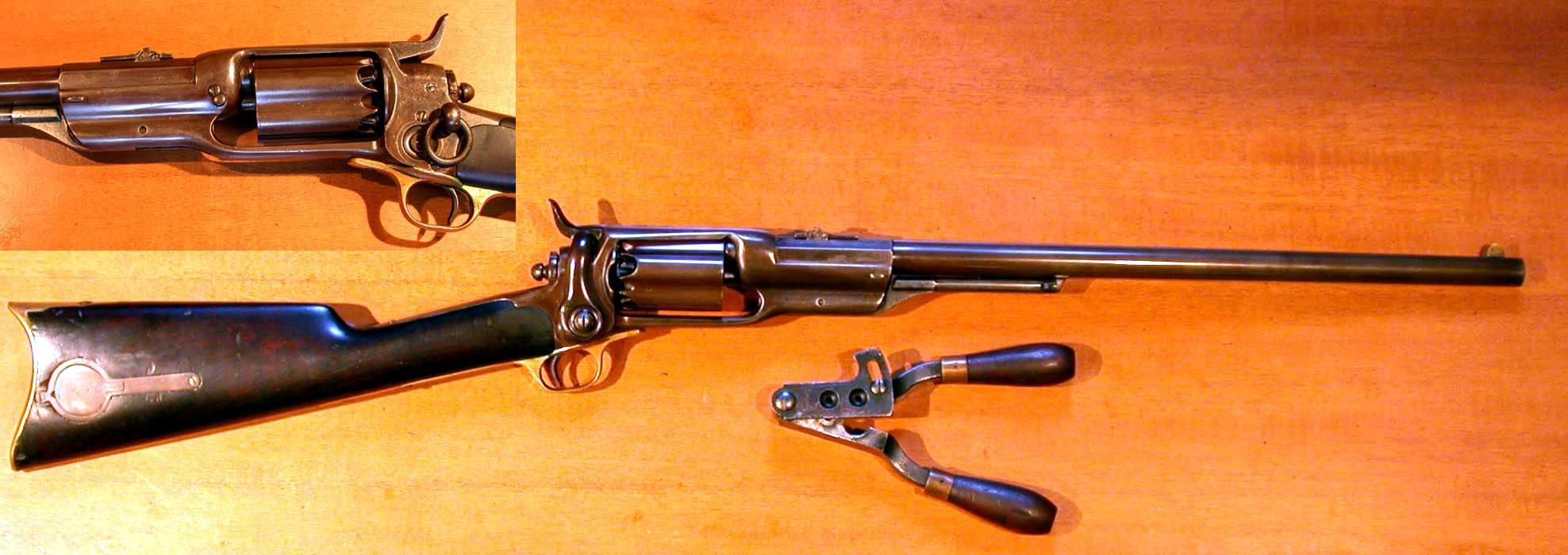
Colt Root’s Carbine .56 cal. fünfschüssig, Kugelgießzange

Eine aktuelle Entwicklung ist ein Kipplauf-Revolvergewehr. Hierbei werden Lauf und Trommel nach vorne/unten weggeklappt und die Waffe kann von schräg oben/hinten geladen werden. Hierdurch kann ein hervorstehendes Zündhütchen auch nicht dazu führen, dass sich die Trommel nicht mehr bewegen lässt.
Das Revolverprinzip kam auch bei einigen Flinten wie der südafrikanischen DAO-12 oder dem vollautomatischen Jackhammer zum Tragen.

### Granatwaffe

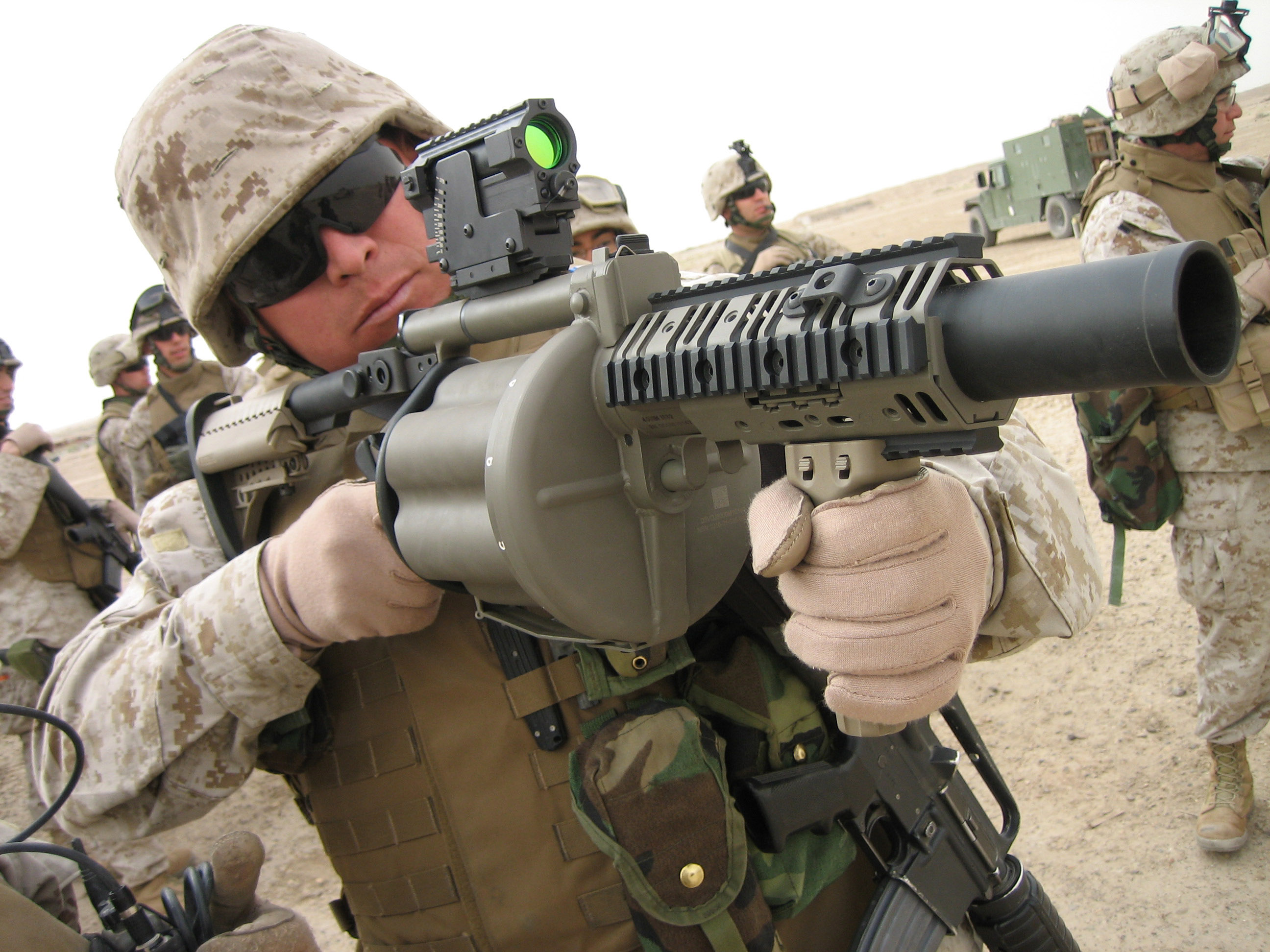
Granatwerfer Milkor MGL

Als Granatwaffe wird der südafrikanische Milkor MGL 40-×-46-mm-Mehrfach-Granatwerfer produziert. Ähnlich einem überdimensionierten Revolver mit zweitem Griff unter dem Lauf und einer an der Rahmenoberseite angebrachten Schulterstütze verschießt die Waffe in weniger als drei Sekunden sechs Granaten und kann damit weiche Ziele auf einer rund 1.200 Quadratmeter großen Fläche bekämpfen. Es ist jedoch auch möglich, verschiedene Munitionssorten (zum Beispiel Rauch- oder Reizstoff-Granaten) zu laden und diese entsprechend den Bedürfnissen abzufeuern. Weiterentwickelte Versionen können Granaten mit einer Länge bis zu 140 mm verschießen. Diese sind vor allem großvolumige Granaten für Rauch- und Reizstoffe.

### Hybride

#### Dardick-Pistole

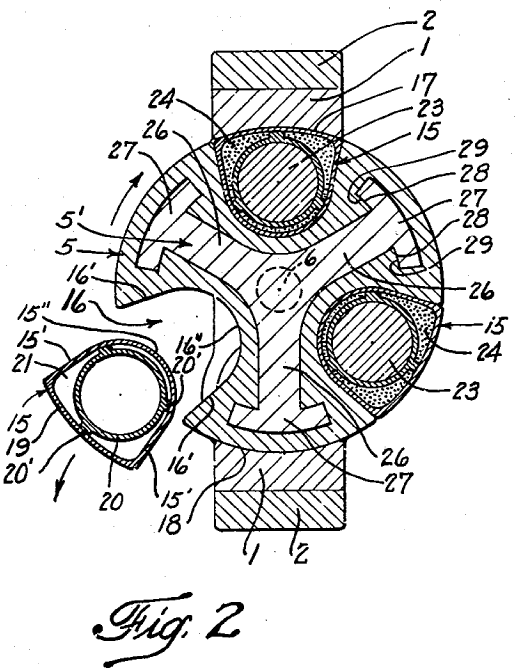
Patentzeichnung für das System mit offener Kammer. Man beachte die besondere Form der Patronenhülsen.

Als Hybrid kann man die Dardick-Pistole von 1958 bezeichnen. Sie beruht auf dem Prinzip der offenen Kammer. Innerhalb der Waffe befindet sich eine Walze mit drei Kammern, die jedoch nach außen hin nicht geschlossen sind. Dreht sich die Walze, wird zuerst eine Patrone aus dem Magazin entnommen, nach einer Teildrehung der Walze im zweiten Schritt abgefeuert und nach einer weiteren Teildrehung im dritten Schritt die abgeschossene Hülse ausgeworfen. Bei der Schussauslösung muss jedoch der Pistolenrahmen die äußere Seite des Patronenlagers bilden, außerdem fungiert die Trommel nicht als Magazin. Gegenüber den nachfolgend beschriebenen Waffen gibt es hier keine Vor- und Rückwärtsbewegung der Munition/Hülsen.

#### Einläufige automatische Waffen
Einläufige Revolver-Maschinenkanonen entsprechen im Aufbau einem klassischen Revolver mit Trommel und Lauf, dies im Unterschied zu den Maschinenwaffen mit mehreren Läufen wie die Gatling- und 37-mm-Hotchkiss-Revolverkanonen.
Die Trommel mit meist drei oder vier, seltener fünf Patronenlagern wird durch einen Mechanismus schrittweise bewegt. Im ersten Schritt wird – je nach Munitionstyp – von vorne oder hinten eine Patrone in das Patronenlager geschoben. Bei Trommeln mit vier Bohrungen folgt nun ein Schritt, der auch Sicherungsposition genannt wird, bei dem also die Munition in der Waffe geladen, aber noch nicht in Schussposition ist. Im nächsten Schritt befindet sich die Patrone vor dem Lauf und wird gezündet. Im letzten Schritt wird die Hülse ausgestoßen.
Einläufige Maschinenwaffen dieser Bauart gibt es als Gasdrucklader oder mit externem Antrieb. Dieser kann direkt durch einen Elektromotor oder durch eine Kraftübertragung per Kette (engl.: Chain Gun), erfolgen. Der Vorteil von extern angetriebenen Waffen ist, dass keine Funktionsstörung durch nicht gezündete Munition auftreten kann.
Da bei einläufigen Waffen weniger Masse als bei Waffen nach dem Gatling-Prinzip bewegt wird, erreichen sie wegen der kürzeren Anlaufzeit bei kurzen Feuerstößen eine höhere effektive Schussgeschwindigkeit und damit Geschossdichte als Gatlings.
Auch eine als Gasdrucklader konzipierte Revolvermaschinenpistole ist patentiert.

#### Mehrläufige automatische Waffen

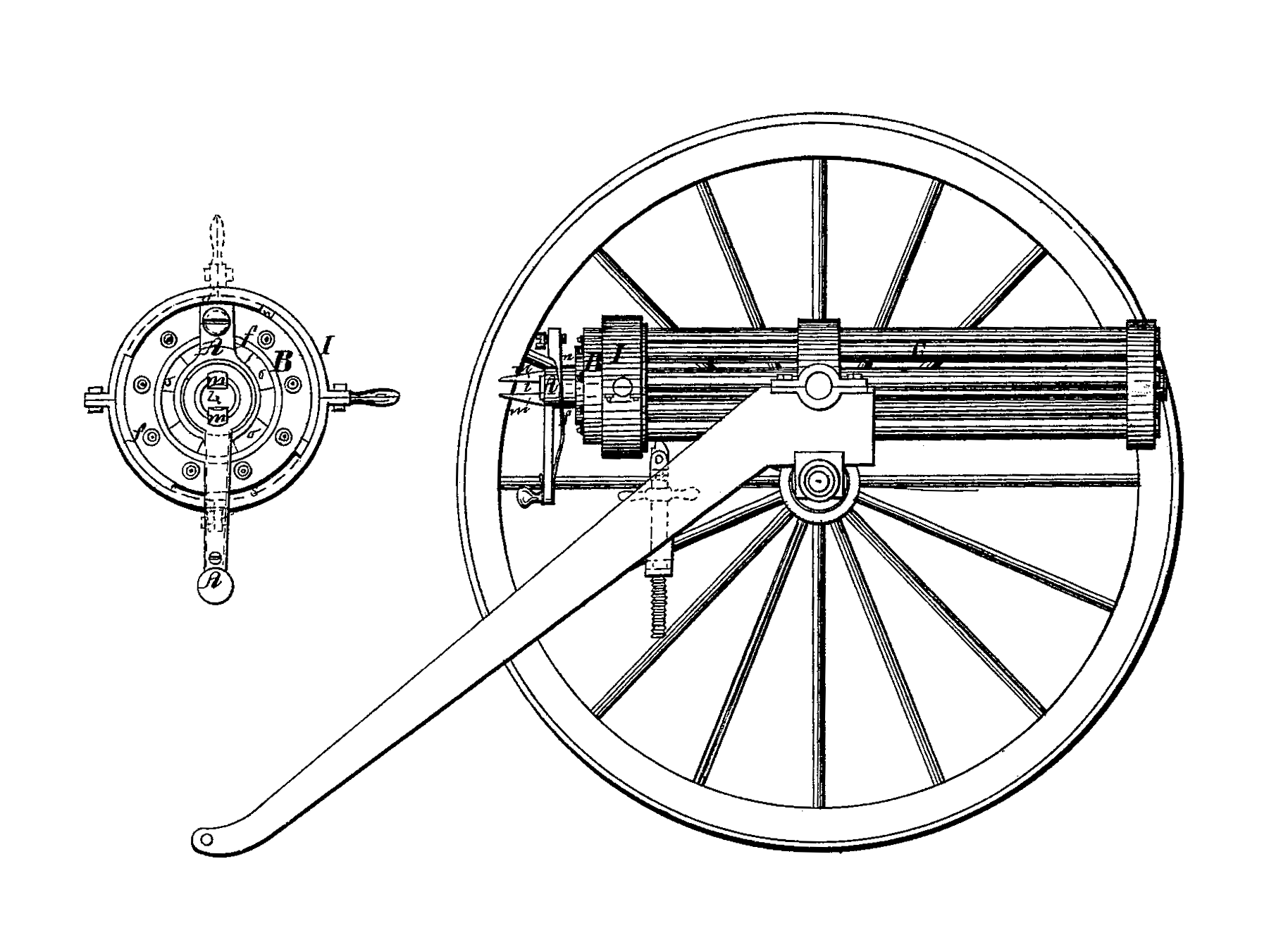
Neunschüssiges Ripley-Maschinengewehr (Patentzeichnung von 1861)

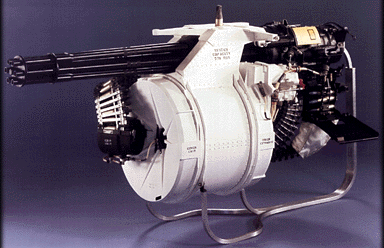
M61 A1 Vulcan mit sechs rotierenden Läufen

Vorlage für die Waffen nach dem Gatling-Prinzip könnte das Ripley-Maschinengewehr gewesen sein. Diese Perkussionswaffe hatte ein nicht rotierendes Laufbündel mit neun Läufen. Sie war auf einer leichten Feldlafette aufgebaut. Als Verschluss dienten austauschbare Trommeln, die neun Kammern für Papierpatronen aufwiesen. Abgefeuert wurden sie über einen in der Achse angebrachten Kurbelmechanismus.
Das Laufbündel des Ripley-Maschinengewehrs und das Revolverprinzip der einläufigen von Wilson Ager’s Union Repeating Gun hergestellten Coffee Mill Gun inspirierte Richard Gatling möglicherweise zum Bau seiner Gatling Gun. Die erste von Gatling produzierte Gatling-Revolverkanone hatte ein rotierendes Laufbündel mit sechs Läufen und wurde über eine seitliche Kurbel von Hand angetrieben.
Bereits 1890 fing Gatling mit der Crocker-Wheeler Motor Company an, für die U.S. Navy eine elektrisch angetriebene Gatling zu entwickeln. Eine 1893 patentierte Waffe im Kaliber .30/40 Krag hatte zehn Läufe und brachte es auf eine Schussfolge von 3000 Schuss/min. Der Erfolg blieb jedoch aus, die als Rückstoß- und Gasdrucklader funktionierenden Maschinengewehre waren leichter und unabhängig von Fremdenergie.
Moderne Waffen dieser Bauart haben drei bis zehn Läufe und werden als Gasdrucklader oder mit externem elektrischen oder hydraulischen Antrieb konstruiert. Insofern ähneln die Waffen Bündelrevolvern. Jedoch dienen die Patronenlager nicht als Magazin, sondern sind – wie bei einläufigen Revolverkanonen – dazu gedacht, die Feuergeschwindigkeit zu erhöhen, da die Vorgänge beim Schuss quasi parallel ablaufen können. Gleichzeitig können mehr Schüsse abgegeben werden, bis die Waffe (sowohl Patronenlager als auch Läufe) heißgeschossen ist, da sich die Gesamtschusszahl auf die einzelnen Läufe verteilt.
Der Unterschied zu einläufigen Waffen besteht darin, dass sich das Laufbündel während des Schießens kontinuierlich dreht. Die Patronen werden in der Drehbewegung über eine Zwangskuve oder eine entsprechende andere Mechanik in das Patronenlager eingeführt und gezündet. Das Patronenlager bewegt sich also nicht schrittweise. Ist das Laufbündel auf seine Sollgeschwindigkeit gekommen, erreichen Waffen nach dem Gatling-Prinzip eine höhere Schussfolge als einläufige Waffen. Gleichzeitig überhitzen sie nicht so schnell.

### Das Revolverprinzip als Rüstsatz bei Bombern
Moderne Bomber, wie zum Beispiel die US-amerikanischen Rockwell B-1, Northrop B-2 oder die russische Tupolew Tu-160, verfügen über die Möglichkeit, einen Rüstsatz (Waffenmagazin) für den Abschuss bzw. Abwurf präzisionsgelenkter Munition in den Waffenschacht einzuhängen. Ähnlich wie bei einem Revolver ist dieses Magazin drehbar konstruiert und löst jeweils eine Waffe aus, um sich dann zu drehen und die nächste Waffenaufhängung in Auslöseposition zu bringen.

## Weiterführende Informationen